# 留尼汪
留尼汪（法語：La Réunion，法語發音：[la ʁeynjɔ̃] ⓘ）是一座印度洋西部马斯克林群岛中的火山島，為法国的海外省，是欧盟的外延地区（OMR）之一，也是欧元区的一部分。東邊約190公里是模里西斯群島，西邊則與非洲第一大島馬達加斯加相距650公里。
留尼旺島面積2,512平方公里，海岸線長207公里。除沿岸有狭窄平原外，均属山地和高原，島上高峰約3,019公尺，是為格罗山火山峰（鄰近內日峰死火山，標高3069公尺）。沿岸屬熱帶雨林氣候，終年濕熱；內部山地為高山氣候，溫和涼爽。最熱月平均氣溫26℃，最冷月20℃。5至11月為乾季，11月至次年4月為雨季。
有歷史學家認為，中世紀時阿拉伯人可能已抵达留尼汪島，并将其命名为Dina Morgabin，意为“日落岛”。1513年，留尼旺島被葡萄牙人發現。1649年，法國开始統治，在島上建立航海站，1810年由英國佔領，1815年英國將該島交還給法國，1848年定名為留尼旺島，1946年法國宣布留尼旺為海外省，目前是法国的海外省之一。
島上人口密度很高。除了法國白人外，還有黑人，但由於法國禁止在人口普查中紀錄種族分布，各族的人口並無具體統計。
法語是官方語言，少數人通曉英語。94%人信奉天主教。省会是位於島北岸的聖但尼。
留尼汪岛的传统菜餚包括米饭、豆类、肉或者鱼、尖椒，輔以香料，如说莪、柠檬草、酸豆、咖喱等。由於人口組成多元，料理呈現相當多樣，如用咖哩是受印度移民影響，用木薯或玉米做蛋糕則係非洲移民所致。由於大多留尼汪岛的食品进口自法国，现時亦有不少料理與法國本土一般。 
經濟以農業、漁業、旅遊業為主，農業上主要種植經濟作物甘蔗、香草和天竺葵等，用以生產蔗糖、天竺葵精油；後者是許多法製精油與香水的原料。工業化程度較低，製糖為主要工業。經濟發展主要依靠法國援助。貨幣使用歐元。
留尼旺島有小歐洲之稱，是度假勝地，留尼旺最著名的就是火山，目前仍有活火山富爾奈斯經常爆發，而且噴出岩漿往往持續數月之久，為重要觀光景點。

## 名称

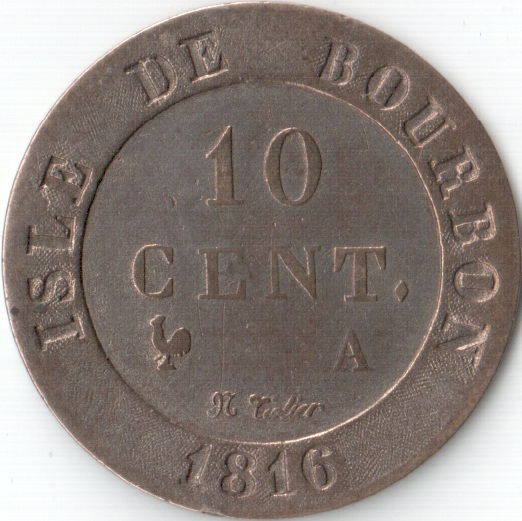
1816年一枚十生丁硬币上的“留尼汪岛”（Isle de Bourbon）文字

在被欧洲人发现之前，留尼汪岛曾以之名为阿拉伯人所知。
葡萄牙人发现并命名了马斯克林群岛之后，将该岛命名为圣阿波罗尼亚（Santa Apolónia），因为葡萄牙人于2月9日发现该岛，即这位天主教圣阿波罗尼亚的圣日。
法国人占领该岛后，将该岛命名为波旁岛（Île Bourbon），以法国王室波旁家族命名。法国大革命后，由于其原名与旧政权的联系，国民公会于1793年3月23日决定将其改名为留尼汪岛（Réunion），意为“会议、联合”，可能是为了纪念八月十日事件之前马赛的联盟者与巴黎国民自卫军的联合，但实际上没有任何文件对此做出解释，Réunion一词可能仅有象征意义。
拿破仑·波拿巴掌权后，该岛又改名为波拿巴岛（Île Bonaparte）。英军登陆该岛后，又恢复其旧名波旁岛，维也纳会议后，该岛仍叫波旁岛。直到法国1848年革命后，复辟的波旁王朝倒台，才又恢复叫留尼旺岛。

## 地理

### 地理位置

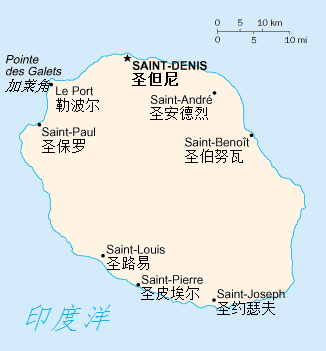
留尼旺地圖

留尼汪岛位于南半球、马达加斯加以东684公里、印度洋西部，南纬21度，东经55.5度。
留尼汪岛是马斯克林群岛群岛的最西端岛屿，该群岛还包括留尼汪岛东北方向172公里的毛里求斯岛和罗德里格岛，这两个岛都属于毛里求斯共和国。马斯克林群岛传统上附属于非洲大陆。

### 地形

富爾奈斯火山爆發的動畫圖（1972至2000年）。

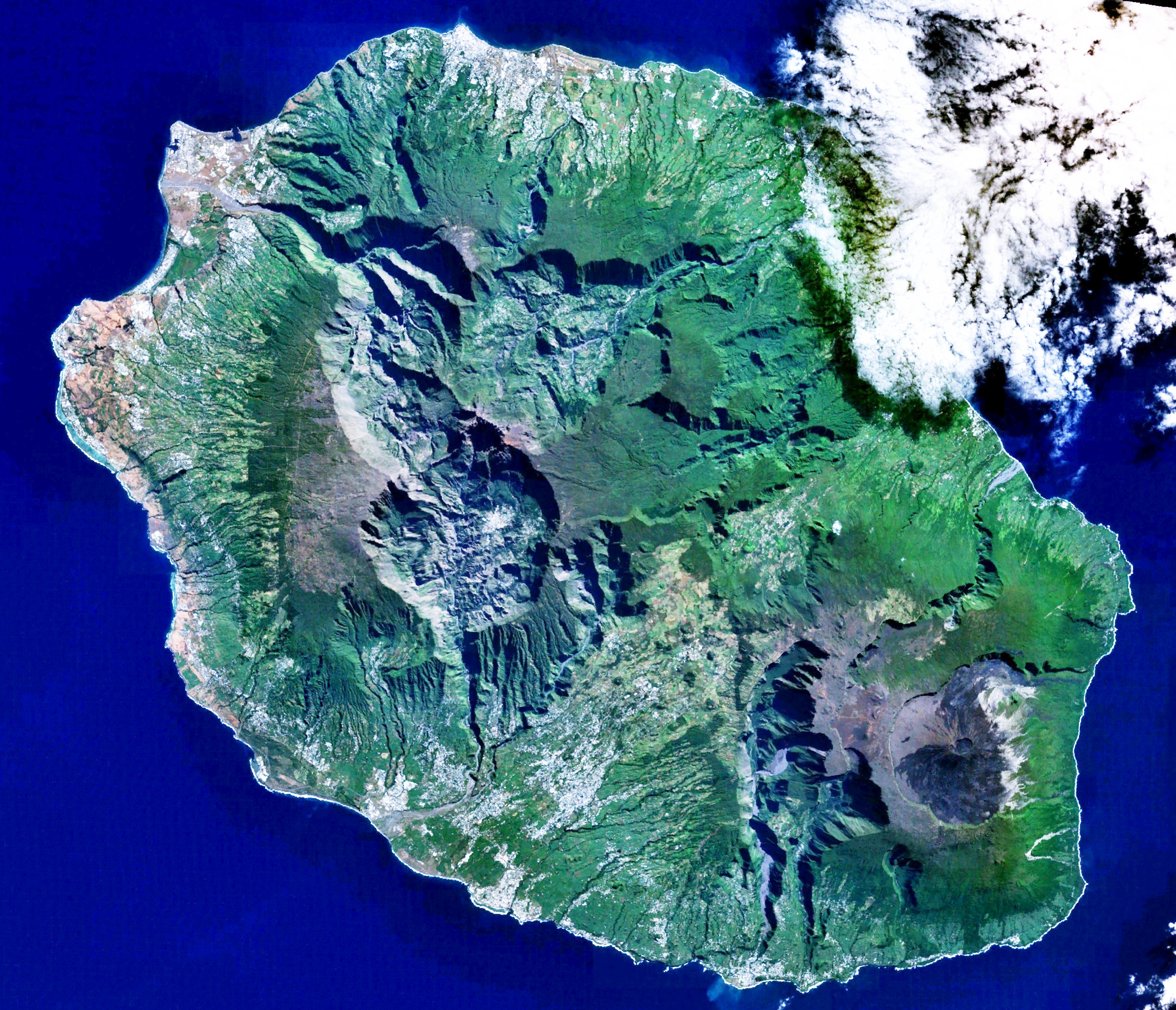
尽管该卫星照片的拍摄高度极高，但岛上仍可见高低鲜明的地势。

留尼汪岛是一个诞生于约300万年前的火山岛，长为63公里（39英里），宽为45公里（28英里），占地面积2,512平方公里（970平方英里）。它位于地壳热点的上方，有很多利用地壳热的基础设施和特色旅游景点。富尔奈斯火山位于该岛的东部，海拔高度2,632米，1640年后火山喷发发生了100次以上。最近一次火山喷发为2016年9月11日。因为它的火山特性和天候类似夏威夷火山，它也被叫做“夏威夷火山的姐妹”。內日峰海拔高度为3070米，是马斯克林群岛以及整个印度洋的最高峰。岛屿东南部主要由富爾奈斯火山构成，这是一座年轻的火山（500000 ans），被认为是地球上最活跃的火山之一。岛露出地面的部分仅占形成该岛的海底山脉的3％左右。
除了火山活动以外，侵蚀作用也使该岛的地形非常不平坦。岛屿中心有三个因侵蚀而形成的凹形冰斗，岛上的山坡因众多水系的冲沟作用而形成沟壑，估计至少有600条沟壑，通常较深，在山脊可形成几百米的深沟。
內日峰所在的山系与富爾奈斯火山由帕尔米斯特平原和卡菲尔平原形成的山口分隔开来，该山口是留尼汪岛东部和南部之间的通道。在平原以外，沿海地区通常是最平坦的地区，尤其是在该岛北部和西部。而南部的海岸线则更为陡峭。
在沿海地带和岛屿中心之间，有一个倾斜的过渡地带，其落差在接近冰斗周围的山脊或富爾奈斯的火山口时变化极大。
留尼汪的海边很美丽，白色的沙滩吸引很多旅客。浮潜是人气很高的活动之一。留尼汪的气候是热带气候，五月到十一月特别清凉和干燥，十二月到四月特别热并且常常下雨。每个地区的降雨量不一，岛的东部相比西部更多雨。

### 气候
留尼汪岛的气候总体上是湿润热带气候，受自东向西的信风影响。留尼汪岛内不同地区之间气候变化极大，岛上地势起伏导致了许多微气候的形成。结果，一方面存在东部迎风海岸与西部背风海岸之间的降水差异，另一方面也有较热的沿海地区与较凉爽的高海拔地区之间的气温差异。
留尼汪岛一年有两个降雨量不一的季节：
- 雨季，一月至三月，一年中的大部分降水量都发生在这几个月；
- 旱季，五月至十一月，不过在火山的东部和山麓，即使是旱季，降雨量也可能很大。
- 过渡，四月和十二月，有时会下雨，但有时也会很干燥。

### 气旋
留尼汪岛位于印度洋西南部的热带气旋成形盆地：从11月至4月的气旋季节，该岛可能遇到风速超过200 km/h的气旋，并产生暴雨。自1993年以来，留尼汪岛的区域专业气象中心（Centre météorologique régional spécialisé）已获得世界气象组织（WMO）的授权，可连续监测整个印度洋西南部的热带气旋活动。该地区有15个成员国负责该监测活动。

## 生态环境

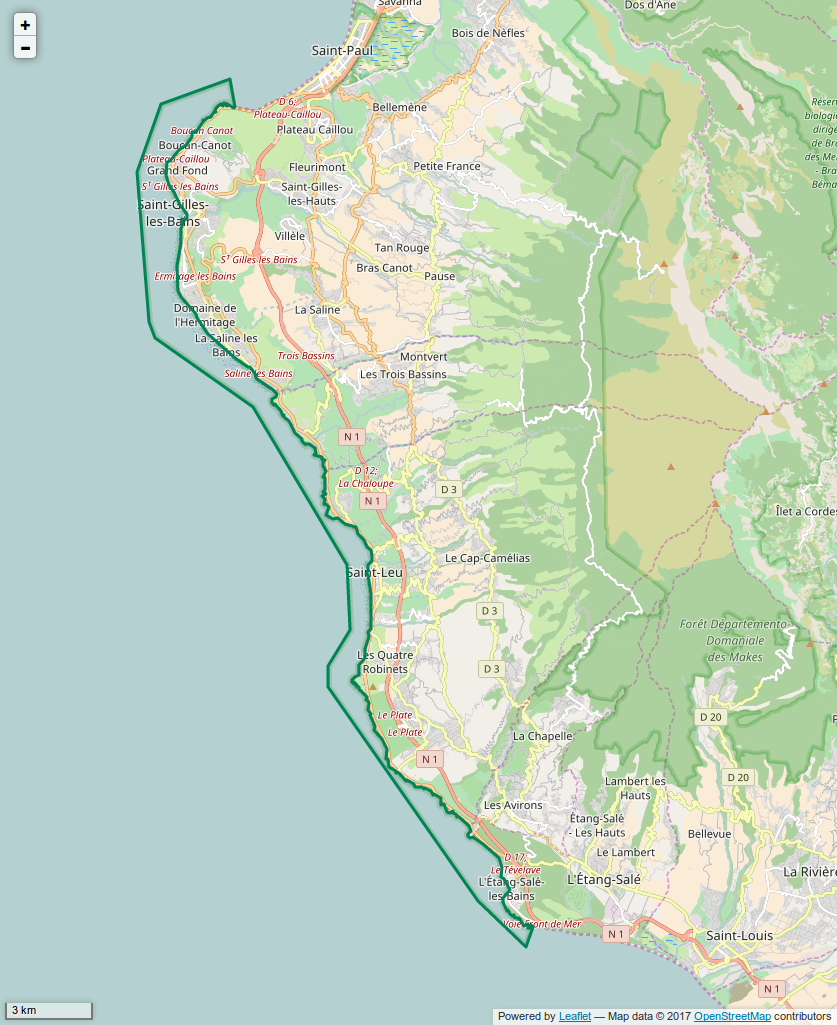
留尼汪海洋自然保护区的边界

留尼汪岛动植物种类丰富多样，尽管存在外来入侵物种的威胁。留尼汪没有大型野生哺乳动物，有许多本地特有的物种。这些物种时常遭受城市化等因素的威胁，生物多样性保护对此非常关注。
Net-Biome是一个由留尼汪地区协调、由欧洲联盟委员会协助的项目，覆盖7个外围区域和几乎所有欧盟国家海外领土，旨在为其热带亚热带生物多样性的恢复及可持续管理建立公共政策网络。它项目主要利用：
- 留尼汪国家公园；
- 留尼汪海洋自然保护区的边界（法语：parc marin de La Réunion）。

2009年，國際自然保護聯盟与法国国家自然历史博物馆牵头的一项任务建立了一个受威胁物种名单。
随着留尼汪国家公园的创立，留尼汪岛于2010年8月2日被列入联合国教科文组织世界遗产名单。

### 植物

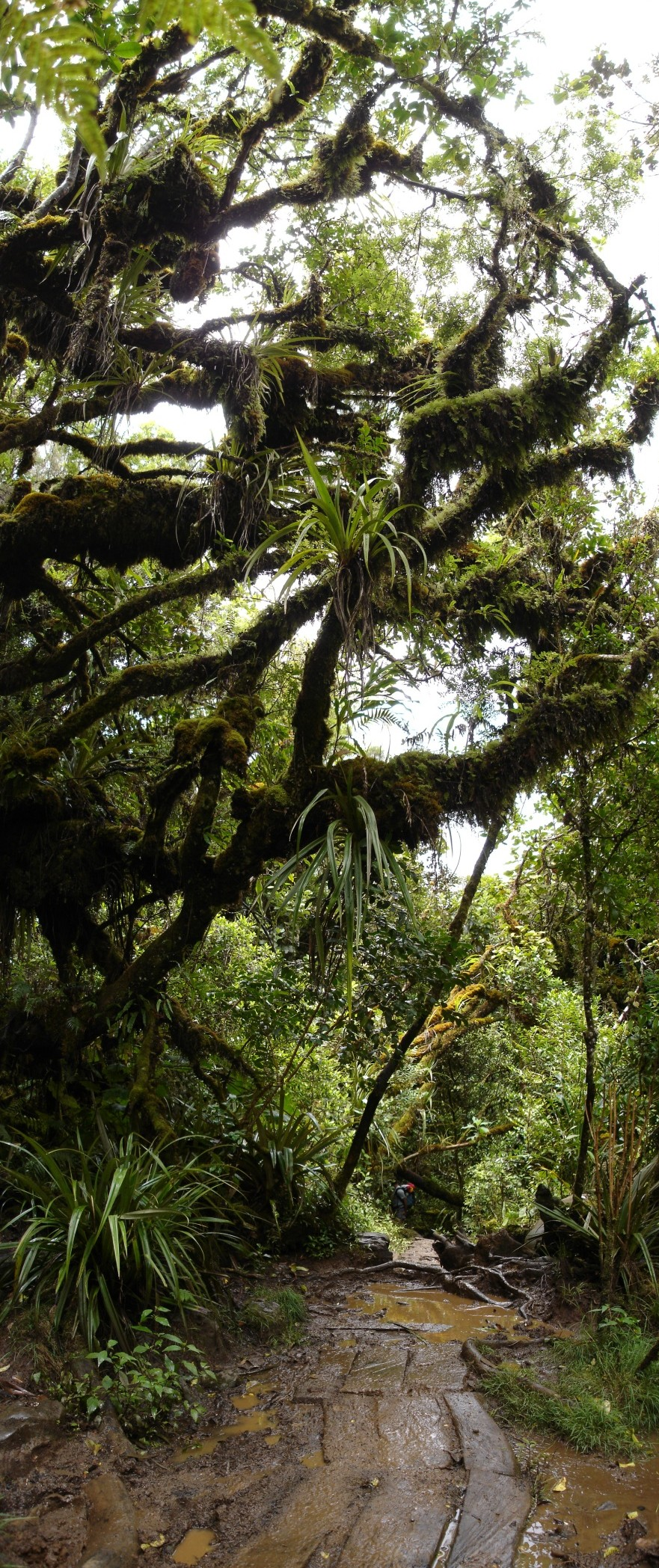
forêt de Bélouve的小道

留尼汪的热带植物及岛屿植物具有多样性、特有种多和结构特异的特点。留尼汪有多种多样的植物（最多可达40种/公顷，相比之下温带森林平均只有5种/公顷）。多样性十分显著，但同时也很脆弱，而且不同环境（沿海、山麓、山坡和山顶）的植物种类也不同。
留尼汪岛特有的植物品种非常多，有850多种本地植物（在人类到来之前就已存在），包括232种仅存在于留尼汪岛上或马斯克林群岛的物种。留尼汪植物与赤道热带森林的区别在于，其树冠的高度和密度都较低（这可能是为了适应旋风的频繁发生）此外还有大量附生植物（生长在其他植物上）。

### 动物

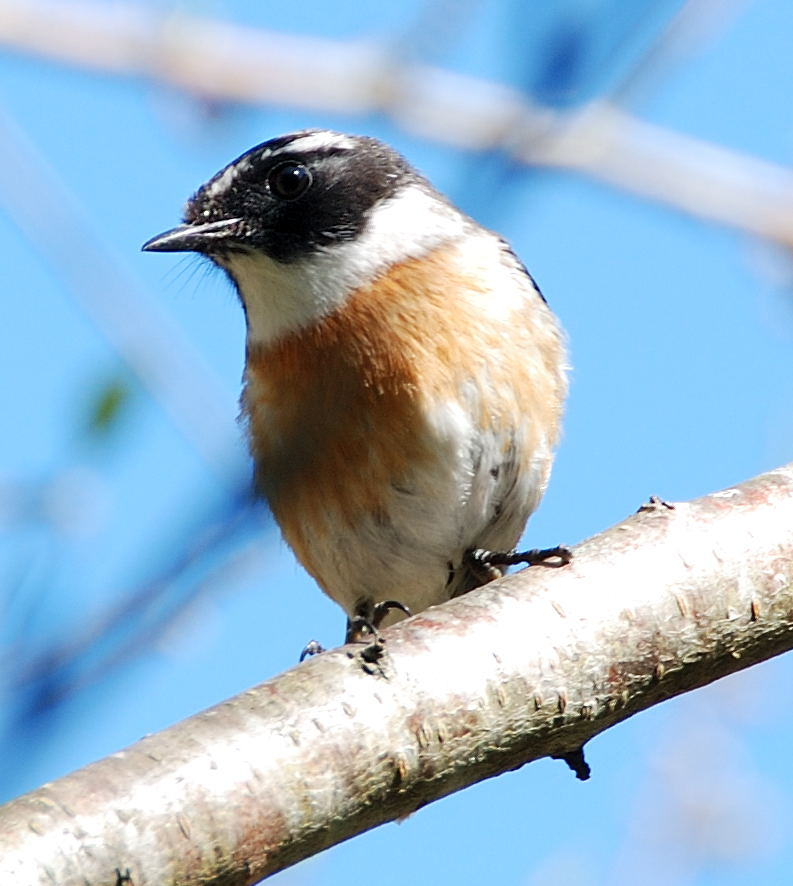
留尼汪岛最具代表性的特有种之一：留尼汪石䳭

留尼汪岛值得注意的动物主要有鸟类、昆虫和爬行动物，其中有许多是本地特有种，岛上没有大型哺乳动物，也没有任何危险动物。特有动物最多的要属鸟类，其中一些正面临即将绝灭的危险，如留岛鹃鵙、留尼汪圆尾鹱、鹞拉德等；此外还有相对不为人所知的昆虫。一些并非本地特有的动物也成为了代表留尼汪的符号，如白尾热带鸟、豹變色龍。留尼汪的哺乳动物相对较少，其中只有一种微型蝙蝠是特有种。
留尼汪岛也有非常重要的海洋动物，不管是在珊瑚礁还是在潟湖中，此外在外海中也有大量鱼类。在留尼汪岛的潟湖、瀑布和深海海底有1200多种已知鱼类。

### 珊瑚礁
由于留尼汪岛相对较为年轻（300万年），珊瑚层（8 000年）与较老的岛屿相比仍不发达，面积较小，大多数以裙礁的形式存在。
这些珊瑚礁为浅水“潟湖”（更精确地说是“后礁低地”）划定了界限，其中最大的潟湖不超过200米宽，1至2米深。这些潟湖形成25公里长（占岛屿海岸线的12%）、总面积12平方公里的非连续珊瑚带，位于该岛的西部和西南部海岸。

### 海洋生物多样性

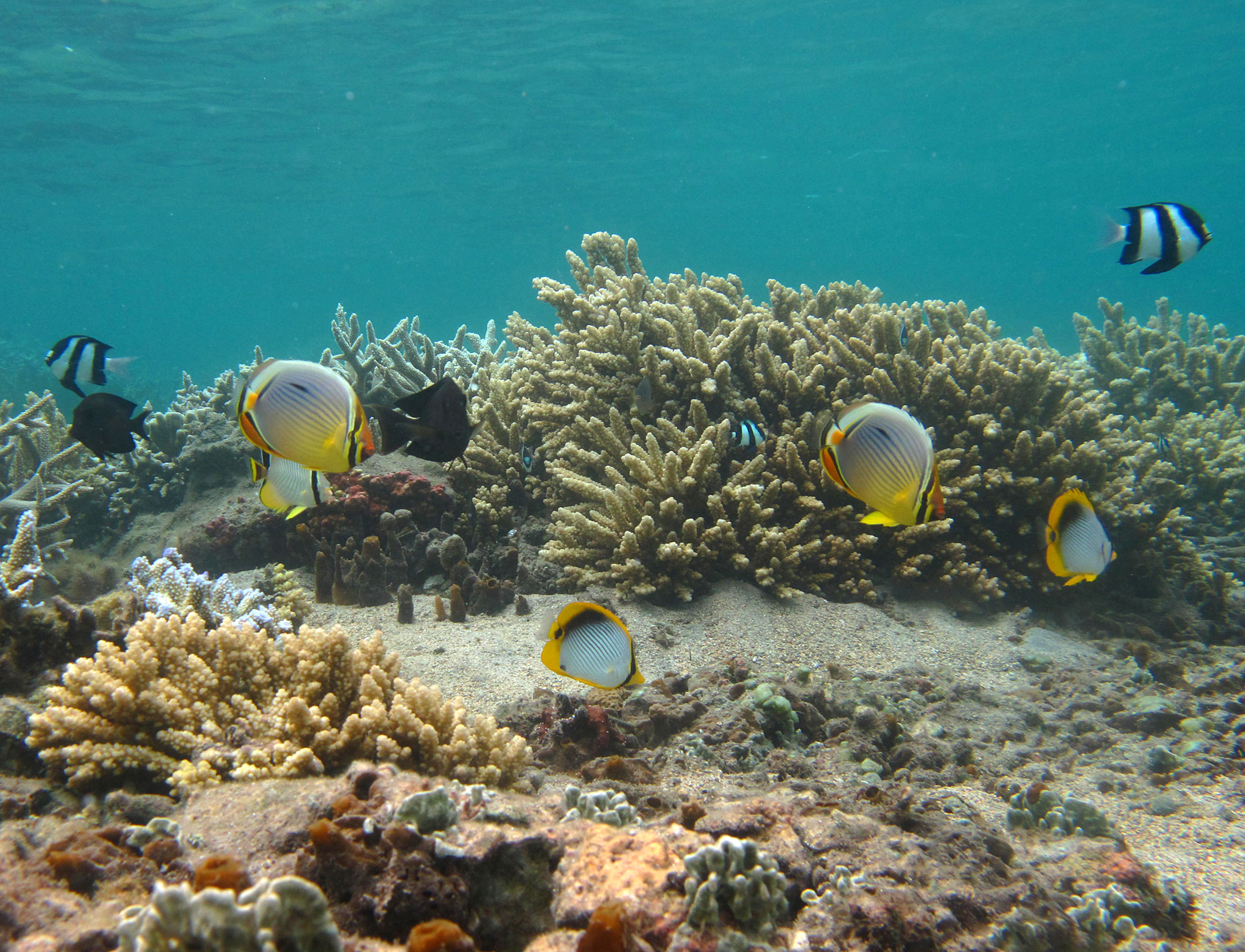
一片潟湖的水下景观

尽管珊瑚礁面积很小，但留尼汪岛的海洋生物多样性可与该地区其他岛屿相媲美，这使得马斯克林群岛成为全球生物多样性十大“热点”之一。留尼汪岛的珊瑚礁主要由轴孔珊瑚属生长快的多枝珊瑚所组成，能够承载和养育许多热带物种。
最近的研究报告显示，留尼汪岛有190多种珊瑚、1300多种软体动物s、500多种甲壳动物、130多种棘皮动物和1000多种鱼类。
最深层的水下生活着海豚、虎鲸、座头鲸、蓝鲸还有多种鲨鱼，如鲸鲨、灰三齿鲨、公牛鲨、虎鲨、乌翅真鲨和大白鲨。许多种类的海龟也在此繁育。
从2011年到2017年間,留尼汪發生了23起鲨鱼攻击的案例，其中9起案例死亡。為了避免鲨鱼攻击的危险，留尼汪政府开始限制在海滩進行游泳、冲浪、跳水等活動。目前鲨鱼还是留尼汪政府要保护的对象。

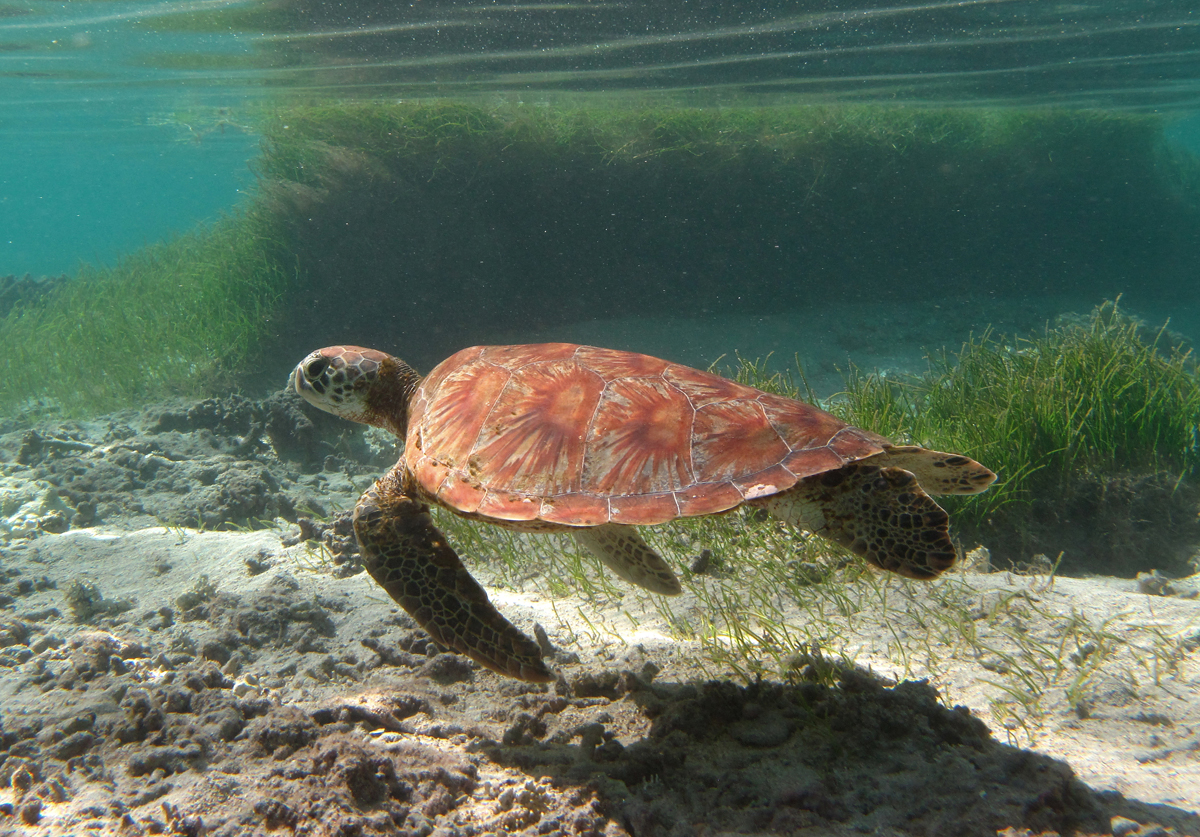
一只未成年的綠蠵龜
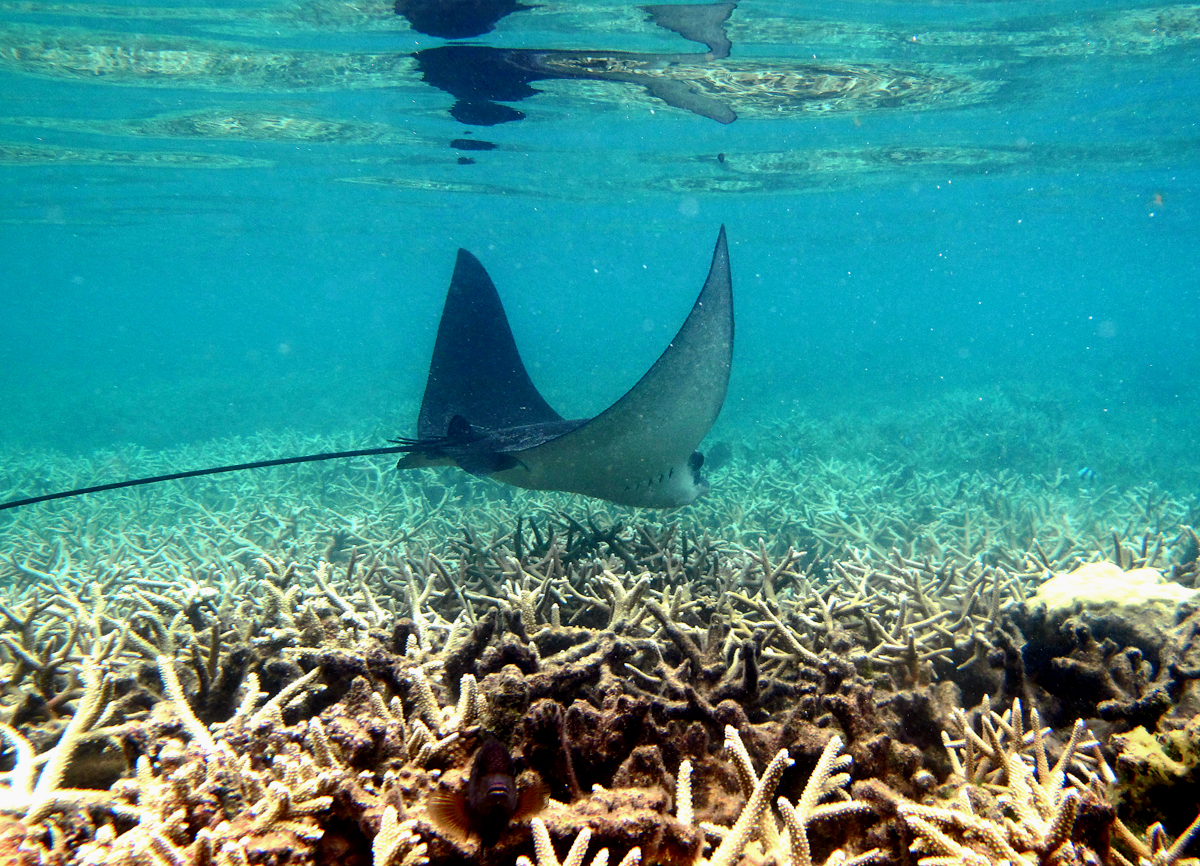
一只鹰鳐
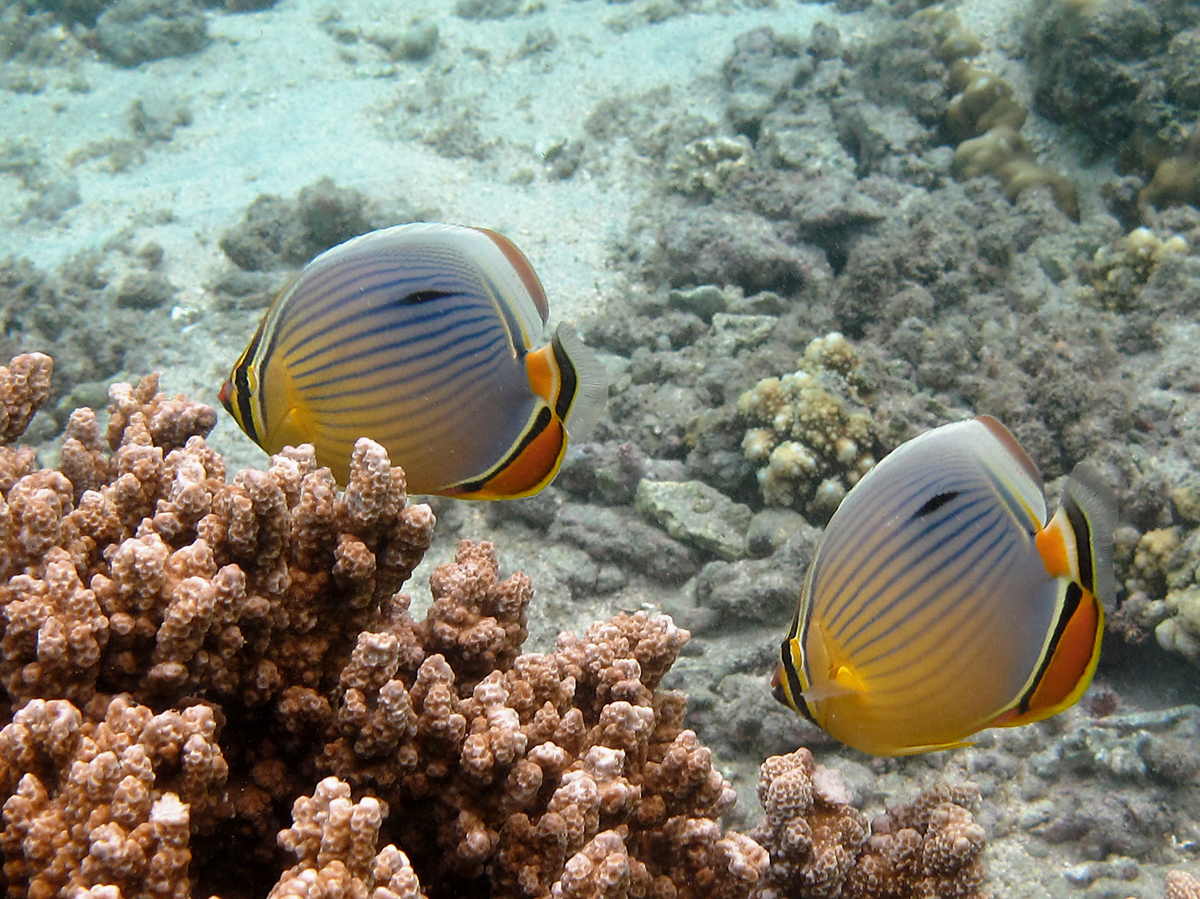
两条三带蝴蝶鱼
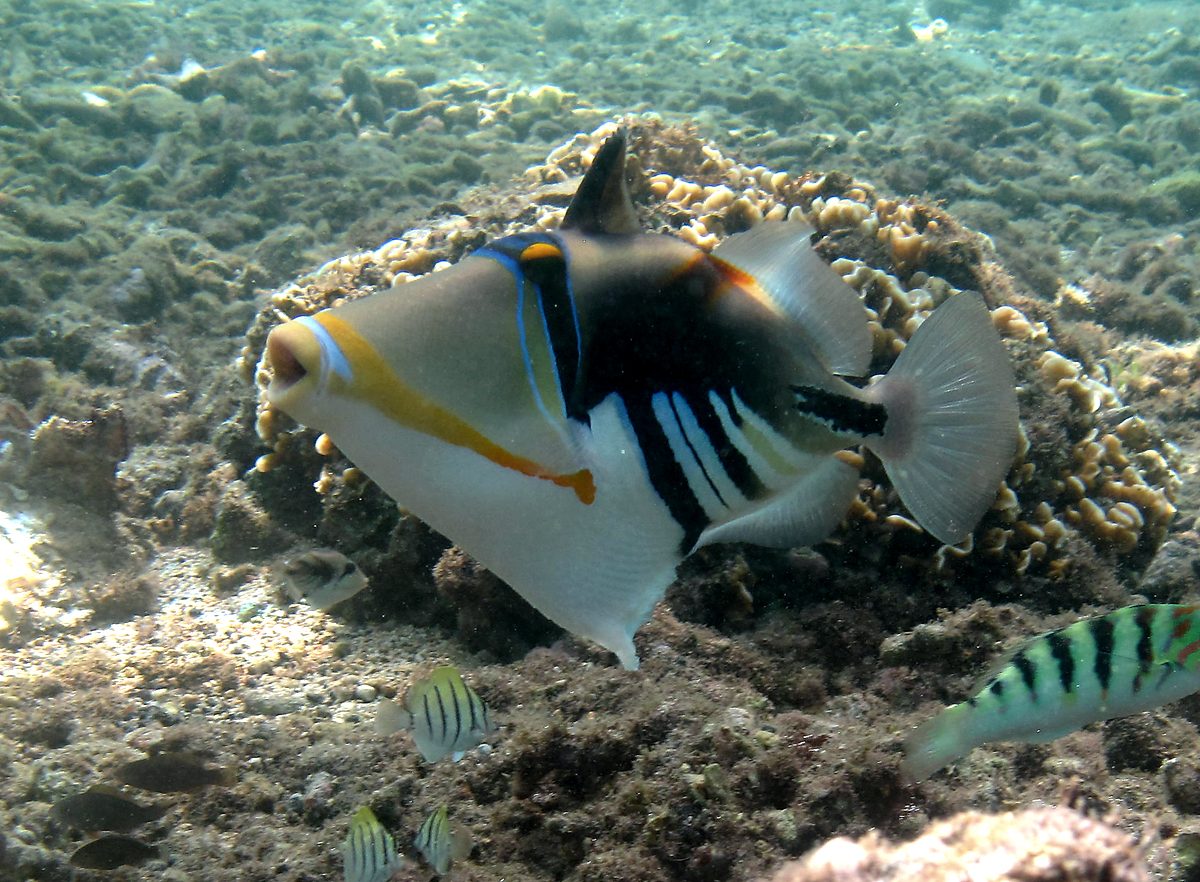
叉斑锉鳞鲀
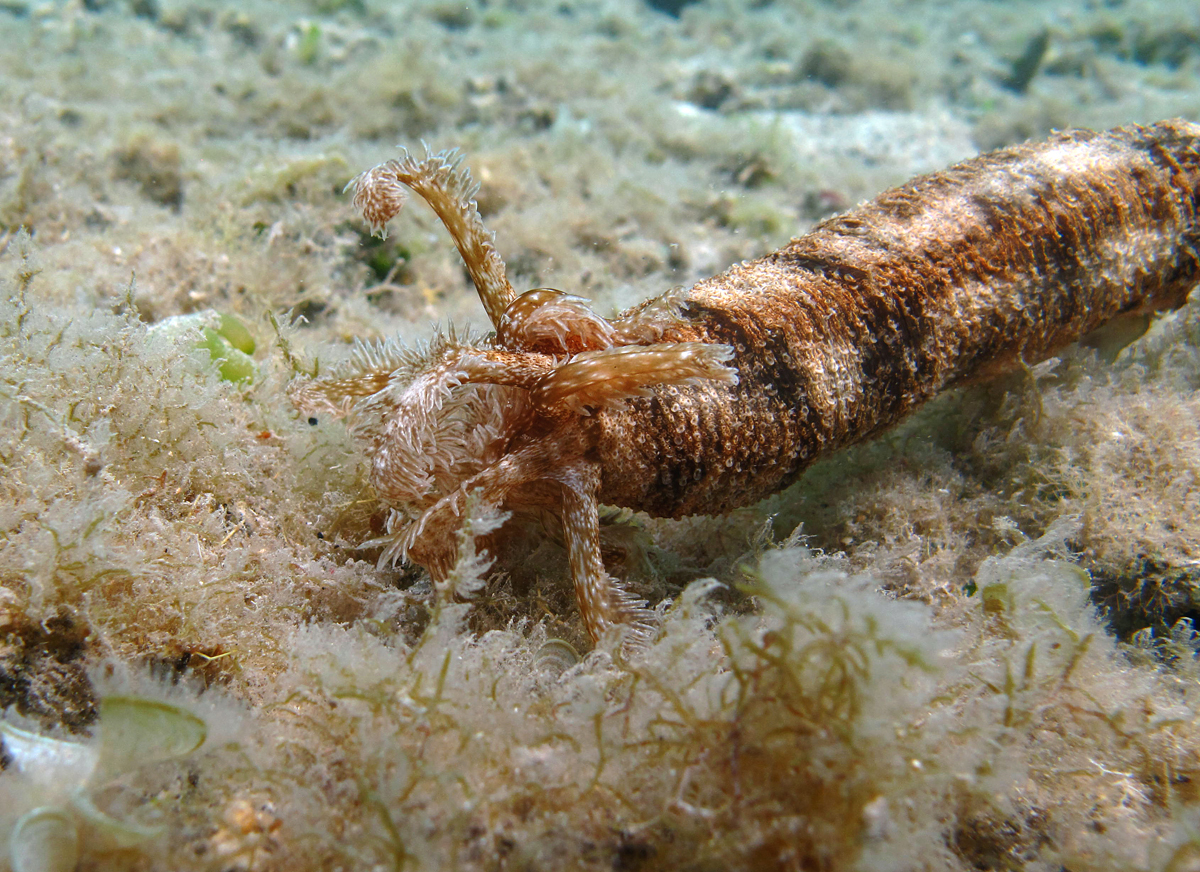
斑锚参

### 生物多样性及其保护
人类来到留尼汪之后，19物种绝种了。其中最有名的绝种的动物是留尼汪沼泽鸡。留尼汪沼泽鸡有名是因为在2015年，一家很有名的播客叫哈喽网络（Hello Internet）把留尼汪当了播客的国鸟。当播客国鸟之后，播客迷开始买了很多留尼汪沼泽鸡衬衫和商品 （页面存档备份，存于）。
2009年，近三分之一的鱼类物种被视为受到威胁或脆弱，且一些地方存在珊瑚退化。造成这种情况的原因包括污染、过度捕捞和偷猎以及人为压力，特别是与沿海城市化的加剧和废水的排放有关。
截至2008年9月12日，生活在留尼汪岛的104种物种已列入國際自然保護聯盟公布的瀕危物種紅色名錄。

## 历史

### 第一批居民
很可能两千多年前从印度尼西亚穿越印度洋到马达加斯加的南半球探索者（见南岛语系）就已发现了马斯克林群岛和留尼汪岛。
公元10世纪，阿拉伯航海家发现了留尼汪岛，并将其命名为“Dîna morgabin”。
16世纪的葡萄牙船只在通往印度的途中发现留尼汪岛时，该岛似乎完全无人居住。葡萄牙航海家第奥古·迪亚士可能于1500年7月到达留尼汪。另一位葡萄牙航海家佩德罗·马斯克林在前往果阿的航线上于1512年2月9日或1513年到达留尼汪。随后，该岛被葡萄牙人命名为“圣阿波罗尼亚岛”。1520年左右，留尼汪、毛里求斯岛和罗德里格岛被合称为马斯克林群岛，以航海家佩德罗·马斯克林命名。今天，这三个岛屿仍然被合称为马斯克林。
17世纪初，留尼汪成为英国和荷兰船只前往印度途中的暂留地。1613年3月23日，荷兰海军上将皮埃尔·纪尧姆·韦拉夫（Pierre-Guillaume Veruff）从爪哇岛返程途中在留尼汪岛逗留。一名讲英语的航海家将当时仍无人居住的留尼汪命名为“英格兰森林”（England's forest）。
随后是法国人于1642年奉国王之命登陆该岛，并以王室的姓将其命名为波旁岛。1646年，从马达加斯加被驱逐的十二名叛逃分子被遗弃在留尼汪岛。
1665年，最初的20名殖民者抵达波旁岛。韦龙先生（M. Véron）指挥的中队有五艘船：白鹰（L'Aigle blanc)、处子（La Vierge）、良港（le Bon port）、圣保罗（Le Saint-Paul）和公牛（Le Taureau），悬挂着东印度公司的旗帜。1665年2月头几天，当船队离开南特的佛斯码头（Quai de la Fosse）时，卢瓦尔河里仍有冰块。航行目的地是马拉巴尔海岸和孟加拉湾的港口，他们于1665年7月9日到达了波旁岛。航行过程中发生了一场悲剧：1665年3月4日濯足節这天在佛得角中途停留时，12名船员遇难。4月11日，他们向死者表示了最后的敬意，接着船队再次起航。根据编年史家Urbain Souchu de Rennefort的说法，“随后的旅行里没有出现意外。”
从1715年起，随着咖啡种植和出口的发展，留尼汪岛迎来了经济上的繁荣，与之相伴的则是殖民地奴隶制的发展。于1735年至1745年担任留尼汪总督的貝特朗-弗朗索瓦·馬埃·德·拉布爾多內使留尼汪成为毛里求斯岛和战争时期法国舰队的补给站，为留尼汪的发展带来了新的战略意义。皮埃尔·波微的角色也很重要，他引入许多热带物种，特别是丁子香和肉豆蔻，极大地丰富了当地的植物，并增加了农业资源的多样化，这些新植物的贸易在18世纪和19世纪初蓬勃发展。

### 法国大革命时代
1793年3月19日，在法国大革命期间，该岛屿的名称改为“留尼汪岛”，这可能是为了纪念向1792年8月10日杜伊勒里宫的游行中马赛联邦派同巴黎国民自卫军的联合，并去除与波旁王朝有关的名称，但实际上没有任何文件对此做出解释，Réunion一词可能仅有象征意义。
1806年9月26日，该岛以波拿巴的名字命名，并成为法英两国为占据印度洋控制权而发生的冲突的前线。
1794年2月4日国民公会通过决议废除奴隶制，但遭到毛里求斯岛和留尼汪岛当局的拒绝。1796年6月18日，一个由军队陪同、负责解放奴隶的代表团到达了波旁岛，结果直接被驱逐。随之而来的是一段动荡的时期，地方势力争夺控制权，法国本土无法对这两个岛屿施行统治。拿破仑·波拿巴在留尼汪继续保留奴隶制。
拿破仑战争期间，在英国远征毛里求斯战役中，该岛总督让·克里索斯托姆·布吕内托·德·圣苏珊将军于1810年7月9日被迫投降。该岛随后由英国统治，然后在1814年《巴黎条约》之后归还给法国。
1806年至1807年一系列气候灾难（飓风、洪水）之后，咖啡种植迅速衰落，取而代之的是甘蔗种植，由于法国失去了圣多明戈，其本土对糖的需求量大增。甘蔗的生长周期与咖啡不同，因而甘蔗确实对飓风的影响不敏感。1841年，埃德蒙·阿尔比乌斯发现了对香草花进行人工授粉的方法，在那之后该岛很快成为世界第一香草生产地。天竺葵的种植也蓬勃发展，其精油被广泛用于香水中。
1838年到1841年，海军上将安纳·克里斯蒂安·路易·德埃尔担任岛上的总督。过去十年中发生的事件引起了他思想上的深刻变化，他向殖民理事会提交了三份奴隶解放方案。
1848年12月20日，约瑟夫·拿破仑·塞巴斯蒂安·萨尔达·加里加最终宣布废除奴隶制（12月20日成为了留尼汪的公共假日）。1852年8月8日，路易·亨利·于贝尔·德利勒成为第一任克里奥尔人总督，并一直担任这一职务直到1858年1月8日。欧洲越来越多地使用甜菜来满足其食糖需求。尽管地方当局采取了新的发展布局，并采用了契约劳工，但经济危机的阴霾仍然笼罩，从1870年代正式显现出来。随后，苏伊士运河的开凿使贸易路线远离留尼汪岛。随着公路网络、铁路和港口的建设，经济衰退并没有妨碍该岛的现代化。这些大型建筑工程为农业工人们提供了一个受欢迎的替代方案。

### 战争与现代化
1862年，移民政策完全开放；19世纪下半叶，印度人大量涌入，其中一部分永久定居在岛上，留尼汪人口数量不断增长，许多中国和印度穆斯林也前来定居，形成两个重要族群并使留尼汪的种族和文化更为多元化。从19世纪末开始，契约劳工的来源逐渐减少。于是，许多土地所有者租出其土地，因而出现了一批独立的农业工人。在1880年至1900年的两个十年中，由于来自锡兰以及英国和荷兰殖民地的一种传染病，咖啡产量被破坏了75％。
留尼汪参加了1914年爆發的第一次世界大战，许多留尼汪人被派往法国本土以及希腊战场参与战斗。前线动员了14000名留尼汪人。飞行员罗兰·加洛斯是留尼汪岛人，于1918年在飞行中丧生。海军上将吕西安·拉卡兹上任海军部长，随后于1915年至1917年担任战争部长。战争的结果对留尼旺人有利：法国本土的甜菜田减少，留尼汪糖的生产急剧增加，价格上涨。然而，约80％希望参战的克里奥尔人被宣布不适合服兵役，媒体则讨论“种族失败”的话题，但实际上当地种植者的经济利益很可能在这一事态中扮演了主要角色。幸存的留尼汪士兵在回程时感染了西班牙流感，该流感从1919年3月开始在留尼汪传播，历时3个月。这个传染病可能蔓延至整个人口，将预期寿命降低到40岁以下。该岛自19世纪末以来就已经处于经济危机之中，而原本有困难的社区在疫情中更是受到波及而愈发贫困。据估计，在25000人口的首都圣但尼，至少有2000人死亡，而在岛上居住的17.5万人口中，有7000至20000人死亡，远超在第一次世界大战中牺牲的留尼汪士兵。
1916年，法國冊立的越南維新帝，曾被流放到留尼旺島。
在两次世界大战期间，现代化继续进行：电力在富裕家庭中出现，在圣但尼提供公共照明。电报（1923）和收音机（1926）使留尼汪人与世界接触。1939年，有1500个家庭订阅了电话。汽车和飞机也出现在了留尼汪。制糖业更为中心化，股份制公司正逐步取代制糖个体户。这些进步主要使土地所有者、工业家、高管、大商人的家庭受益，而整个人口则仍然很穷。这一时期的另一个重要发展是：死亡率下降和出生率快速上升导致人口呈指数增长，这一增长一直持续到今天。
第二次世界大战是一个艰苦的考验：尽管留尼汪幸免于战争，但几乎完全失去了补给。1942年11月28日，自由法国军队登陆该岛，忠于维希政府的地方政府被推翻。

### 成为海外省
1946年3月19日，留尼旺成为法国海外省，然后在1997年成为欧盟七个最偏远地区之一。
在成为海外省时，留尼旺处于一片废墟之中。法国本土必须为重建经济和促进社会进步作出巨大努力。义务教育的实现是一个决定性的进步。法国社会保障体系的实施略有延迟，同样也带来了相当大的进步。1950年代初，留尼汪消灭了一个世纪以来的主要卫生灾害——疟疾。十年之内，病床的数量增加了两倍，使得公共卫生显着改善，死亡率大幅下降，人口则飞速增长，出生率达到了创纪录的最高水平，接近千分之五十。战争结束后，定期的空中航线使人们三天之内便可从留尼汪到达法国本土。成为海外省的另一个结果是，高薪公务员人数大大增加，并催生出了以商业、自由职业和管理职能为生的中产阶级。1962年，米歇尔·德勃雷当选为众议员，他在政坛及法国本土的政治影响力，为留尼汪的发展带来了难得的机遇。
20世纪70和80年代，留尼汪真正实现了现代化。一所大学以及技术教育出现并向上发展。电视正在取代广播。商人舍弃了“中国商店”和“阿拉伯集市”，建立了迷你市场和超级市场。旅游业开始发展。道路网络更为密集化和现代化，而汽车的发展速度甚至更快。住房在改善，由于海外省特有的税收优惠而推动的住房建设非常活跃。经济在发生变化。在农业领域，蔬菜和水果的种植以及畜牧业蓬勃发展以满足不断增长的消费需求；甘蔗在农产品中仍保持其领先地位。建筑业状况良好。但现在主要是第三产业驱动经济：贸易、服务业以及越来越重要的旅游业。今天，旅游业和建筑业已成为留尼汪的主要经济活动。

## 行政
留尼汪属于法国海外领土，是一个海外省，受《法兰西第五共和国宪法》第73条约束，法律和法规与法国本土一样适用。
留尼汪有自己的大区委员会和省委员会，与法国本土的大区和省拥有相同的权力，尽管有些条文存在不同。
与其他海外省不同，《宪法》明确排除了留尼汪从國会获得自行制定受法律约束或由国家行政部门发布的某些规则的权力。
中央政府在留尼汪设立一个省长；留尼汪被划分为4个区（圣伯努瓦区、圣但尼区、圣保罗区、圣皮埃尔区），下设24个市镇。
留尼汪的地理位置在不同时期赋予了其不同的战略重要性。
留尼汪位于开普敦和法属印度之间，在欧洲人开通印度航线的时代时就已属于法国。但是波旁岛（当时的名字）并不是贸易和军队航路的首选。貝特朗-弗朗索瓦·馬埃·德·拉布爾多內认为毛里求斯岛才是有希望的土地，因为它其地形更适宜且拥有两个天然良港；他认为波旁岛可以用作毛里求斯岛的仓库或应急基地。苏伊士运河的开通使印度洋南部的海上交通变得方便许多，降低了该岛的战略价值。与此同时马达加斯加受到了更多的关注，于是它很快就成为了殖民地。
如今，留尼汪是是西南印度洋海区武装部队的所在地，汇集了留尼汪和马约特岛的法国部队。
留尼汪使法国成为印度洋委员会的成员。
此外，留尼汪还是法属南部和南极领地的总部所在地。

## 社会

### 历史人口统计
| 年份                                                                          | 人口數 |      | 年份    | 人口數 |         | 年份 | 人口數 |
| 1671                                                                          | 90     | 1830 | 101 300 | 1961   | 349 282 |      |        |
| 1696                                                                          | 269    | 1848 | 110 300 | 1967   | 416 525 |      |        |
| 1704                                                                          | 734    | 1849 | 120 900 | 1974   | 476 675 |      |        |
| 1713                                                                          | 1 171  | 1860 | 200 000 | 1982   | 515 814 |      |        |
| 1717                                                                          | 2 000  | 1870 | 212 000 | 1990   | 597 823 |      |        |
| 1724                                                                          | 12 550 | 1887 | 163 881 | 1999   | 706 300 |      |        |
| 1764                                                                          | 25 000 | 1897 | 173 192 | 2006   | 781 962 |      |        |
| 1777                                                                          | 35 100 | 1926 | 182 637 | 2011   | 828 581 |      |        |
| 1789                                                                          | 61 300 | 1946 | 241 708 | 2016   | 852 924 |      |        |
| 1826                                                                          | 87 100 | 1954 | 274 370 |        |         |      |        |
| 為法國國家統計及經濟研究院INSEE（INSEE）之官方資料及預測值，預測值以斜體表示. |        |      |         |        |         |      |        |

### 人口来源
历史上，留尼汪岛的人口来自马达加斯加、非洲大陆东部、印度西部和东南部（古吉拉特邦和泰米尔纳德邦）以及欧洲。众多族群经过融合之后形成了今天留尼汪的居民。
17世纪最早来到留尼汪定居的是欧洲男人，主要是法国男人，有时他们由来自马达加斯加的妻子和仆人陪同。从咖啡种植（1718年）开始，许多奴隶来到留尼汪，其中以马达加斯加和东非为主，不过也有来自印度、马来西亚等国的人。18世纪末，奴隶占总人口的四分之三（1789年有37000名奴隶）。19世纪初，人们开始在从道德和经济效率多角度质疑奴隶制，于是开始出现雇主移民潮（即自由劳动者与雇主签订若干年工作协议）。
1848年12月废除奴隶制后，种植园经营者转而从印度（主要是东南部的科罗曼德尔海岸即泰米尔纳德邦等地，而不是西南部的马拉巴尔海岸，但留尼汪的印裔被错误地称作“马拉巴尔人”）、马达加斯加、东南亚等地大量雇佣工人。
奴隶制时代见证了种族主义加剧以及社区之间的对立。种族偏见一直持续到第二次世界大战。大战之后，留尼汪人口发生了剧变，教育普及，民主化浪潮使留尼汪成为法国海外省，经济的进步通过催生新的经济领域使各个族群的成员都从中受益，这些完全改变了社会阶层的分布。不同族群之间加速融合，意味着种族越来越不明显。因此，种族偏见几乎消失了。虽然留尼汪是种族和谐共存的楷模，但收入水平、教育程度和财富方面的差距仍然很大。虽然自雇人员和雇员的收入体面甚至舒适，但失业人口高达30%，失业年轻人更是高达50%，领福利救济者超过67，000人，占人口的8.5%，这依然是留尼汪面临的主要问题。虽然很多人向岛外迁移，但这并无法解决问题本身。强劲的经济增长对降低失业率的影响有限。
丹尼尔·瓦塞尔雷（Daniel Vaxelaire）是一名记者、历史学家、作家，写过若干部关于留尼汪的书籍，他在《1848年前的留尼汪历史》（Histoire de La Réunion des origines à 1848）一书中解释说，自第一批白人男殖民者到达留尼汪以来，民族融合便一直是该岛的特色之一；这批男人娶马达加斯加女子和印度-葡萄牙混血女子为妻，她们怀上了在留尼汪出生的第一批孩子；因此，在这个绿意盎然而无人居住的岛屿上出生的第一批孩子就已经是混血了。
1848年12月20日，留尼汪废除了奴隶制；人们自1981年以来纪念这一天，将其命名为“卡菲尔节”（fête des cafres）。

### 语言
留尼汪的行政语言、教学语言和媒体语言是法语，不过约90%的人口讲留尼汪克里奥尔语，该语言以法语为基础、融合了多个移民群体的语言而形成。然而，也有一部分人口不讲留尼汪克里奥尔语。
从克里奥尔语到法语的过渡是一个长达数世纪的过程。根据Annegret Bollée的说法，“留尼汪的克里奥尔语是在引入咖啡（约1720年）之后在一个以种植园为主的社会里逐渐成形的。”
留尼汪克里奥尔语今天得到了更多的认可，自2001年以来，留尼汪克里奥尔语可以作为“区域语言和文化”的一部分来选修。
由于留尼汪人口中其他族群的存在，岛上也有使用古吉拉特语、印度語、马达加斯加语、科摩罗语的人口。

### 宗教

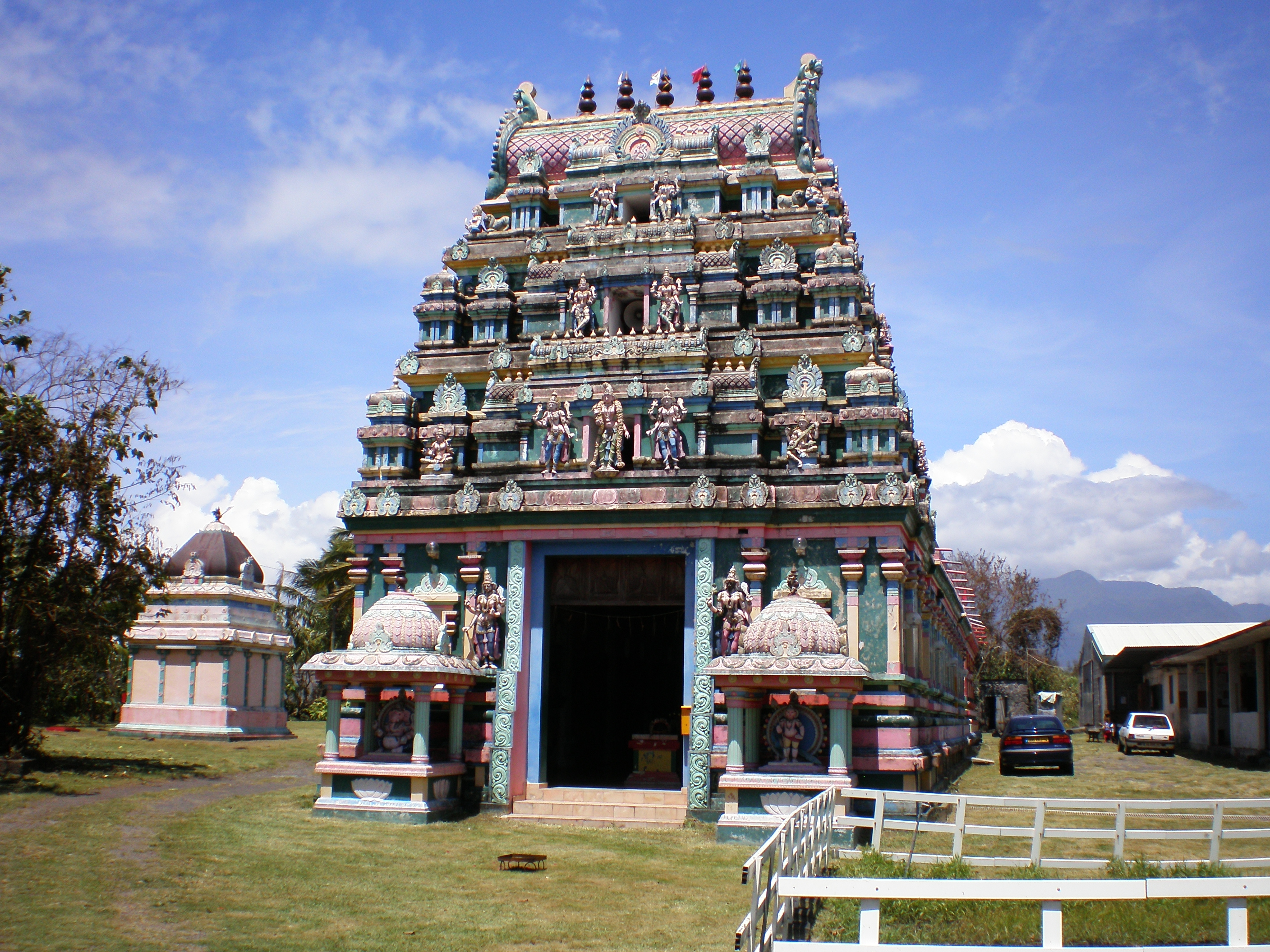
留尼汪的泰米尔庙宇

留尼汪最主要的宗教为基督教（占85%，其中又以罗马天主教为主，也有新教）、印度教（7%，泰米尔人为主）、伊斯兰教（2 %，逊尼派为主）和犹太教。
正因为其多样化的族群来源，留尼汪一年里有各种节日和庆祝活动，包括复活节、排燈節、圣诞节、开斋节、踏火、四旬期。
留尼汪的印度教寺庙对所有人开放，前提是访客身上不得佩戴皮革或其他动物有关的服饰。
藏传佛教在留尼汪也有信仰者，印度洋地区第一座藏传佛教寺庙（见Temple Tashi Tcheulang Gawai Tsel）于2019年落成。
法国的第一所私立伊斯蘭學校（见École Medersa Tarlimoul Islam）位于留尼汪岛圣但尼。

## 经济

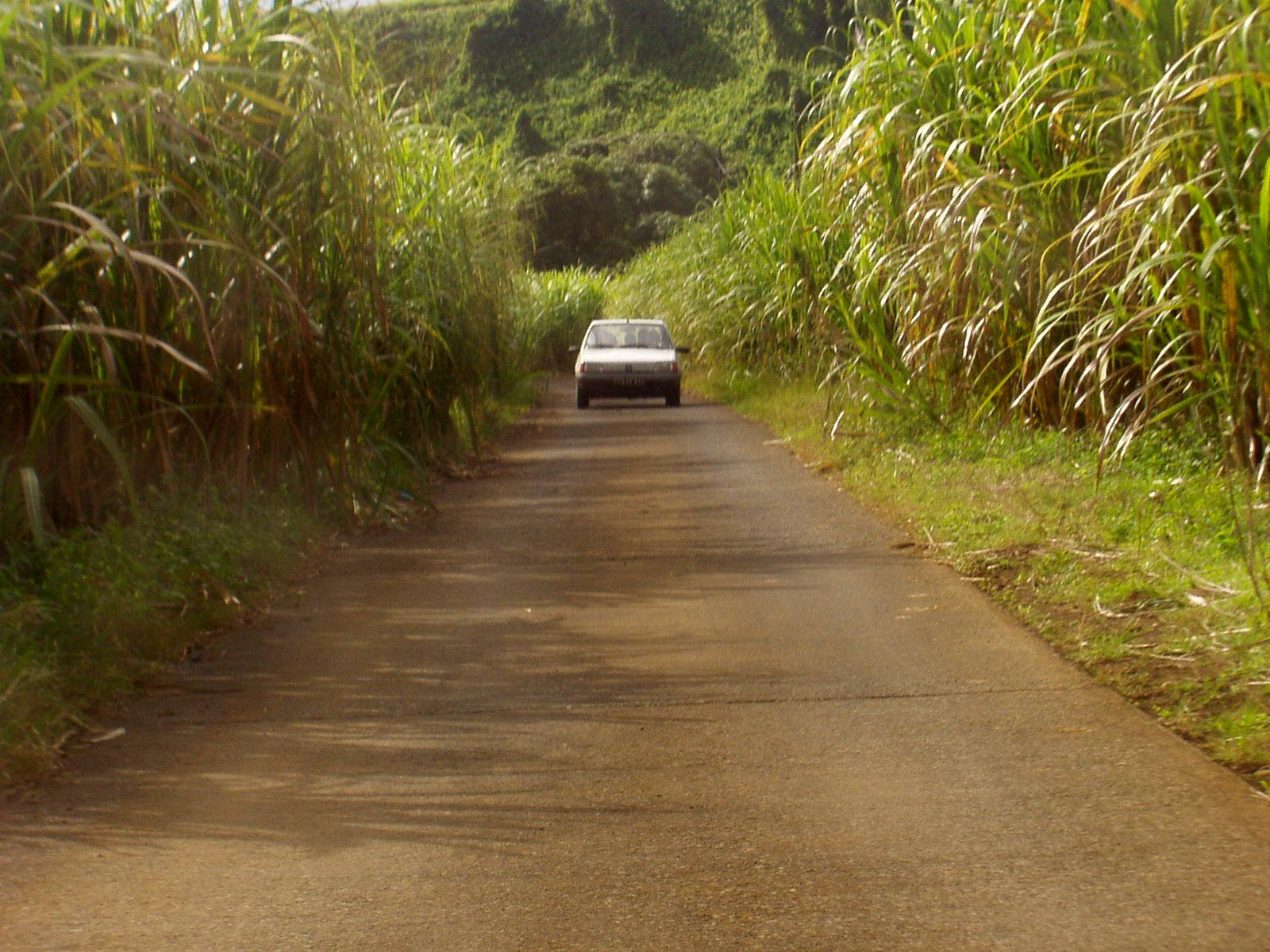
留尼汪岛西部的甘蔗田
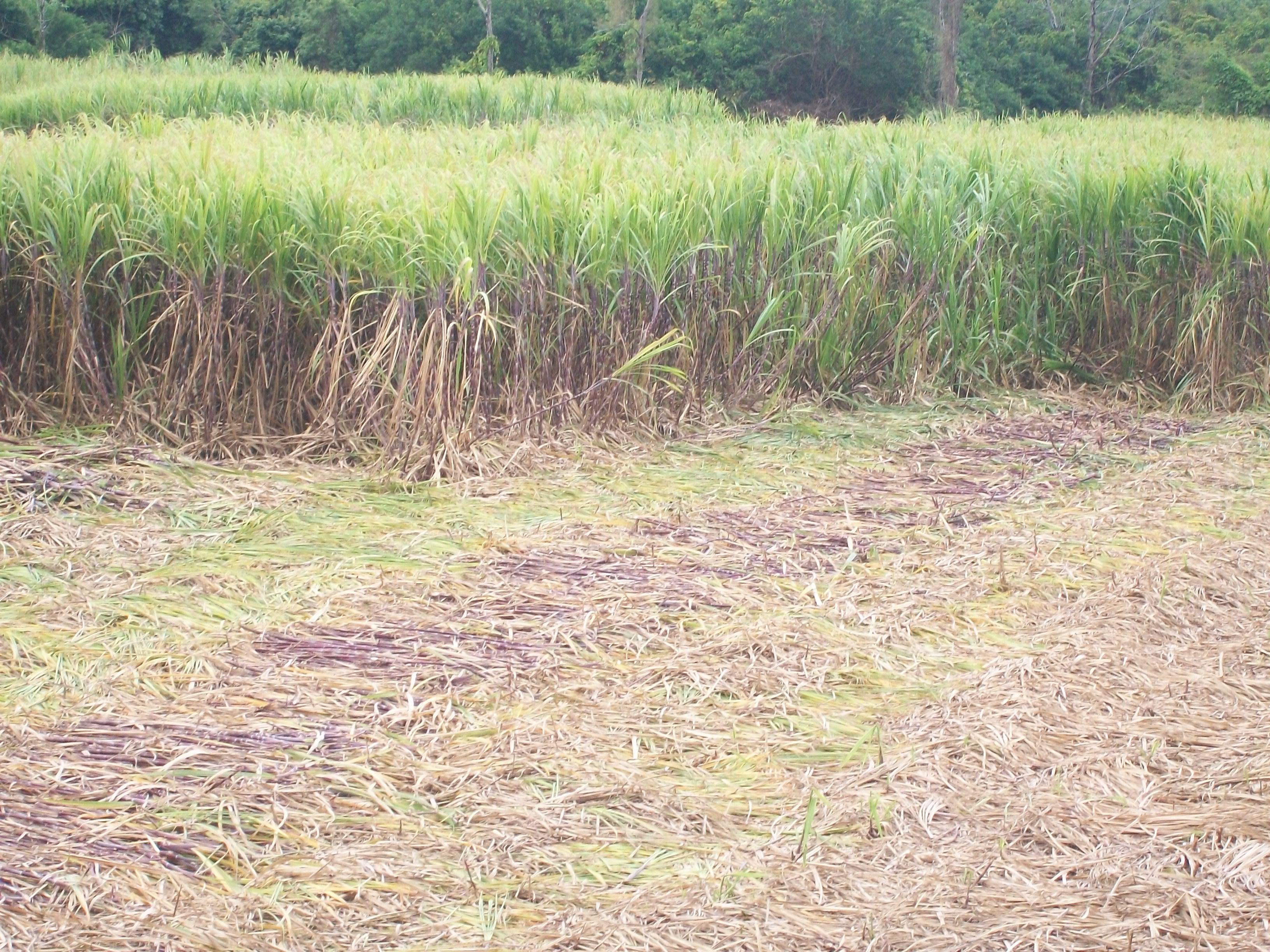
收获时节的甘蔗田
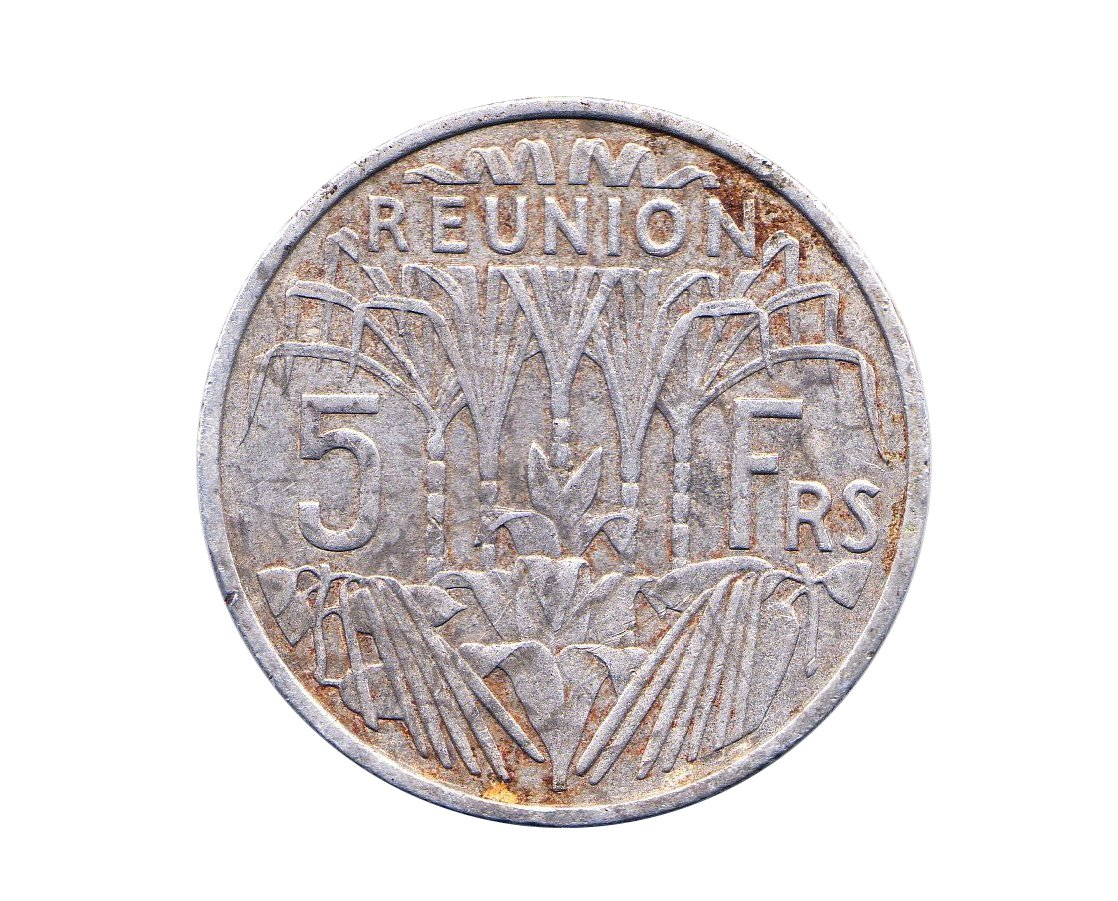
1955年在留尼汪流通的五法郎硬币，可以看到当地用于出口的主要农产品：甘蔗、香草、烟草。

有效农业用地面积达44000公顷。留尼汪主要生产糖（欧洲最大的糖生产地区）。此外也生产波旁香草，且自19世纪以来一直在岛上种植，香草是至今少数几个仍手工生产的产品之一。
留尼汪的渔业也是食物生产和美食文化的重要组成部分。
旅游业收入是留尼汪的主要经济来源，超过了从甘蔗生产和加工获得的收入。随着补贴的减少，旅游业也面临威胁。
第三产业，尤其是商业领域，还远远不够发达；20世纪80年代中期，通过与大型公司合作加盟和特许经营等方式，其进口分配实现了显著增长。特许经销的到来改变了历史上以小杂货铺为主、且位置分散的商业结构。少数仍在运营的“中国商店”现仅存于一些村庄，成为过去时代的历史遗迹。
尽管有一定的经济活力，留尼汪仍无法降低其高失业率，一个重要原因是人口增长强劲。许多留尼旺居民为求职或学习而被迫迁居法国本土。

## 文化

### 建筑
从建筑结构的角度来说，留尼汪房屋具有“对称性”。
的确，过去缺乏建筑师的时候，工人们在地上画出一条线，随后分别在两边建造出两个完全相同的部分，基本上使房屋呈长方形。较为富裕的家庭在房屋外面正前方还可以再加上一个玻璃阳台。最后还少不了一个克里奥尔花园，栽种着各色本地植物，如兰花、花烛等。

### 饮食

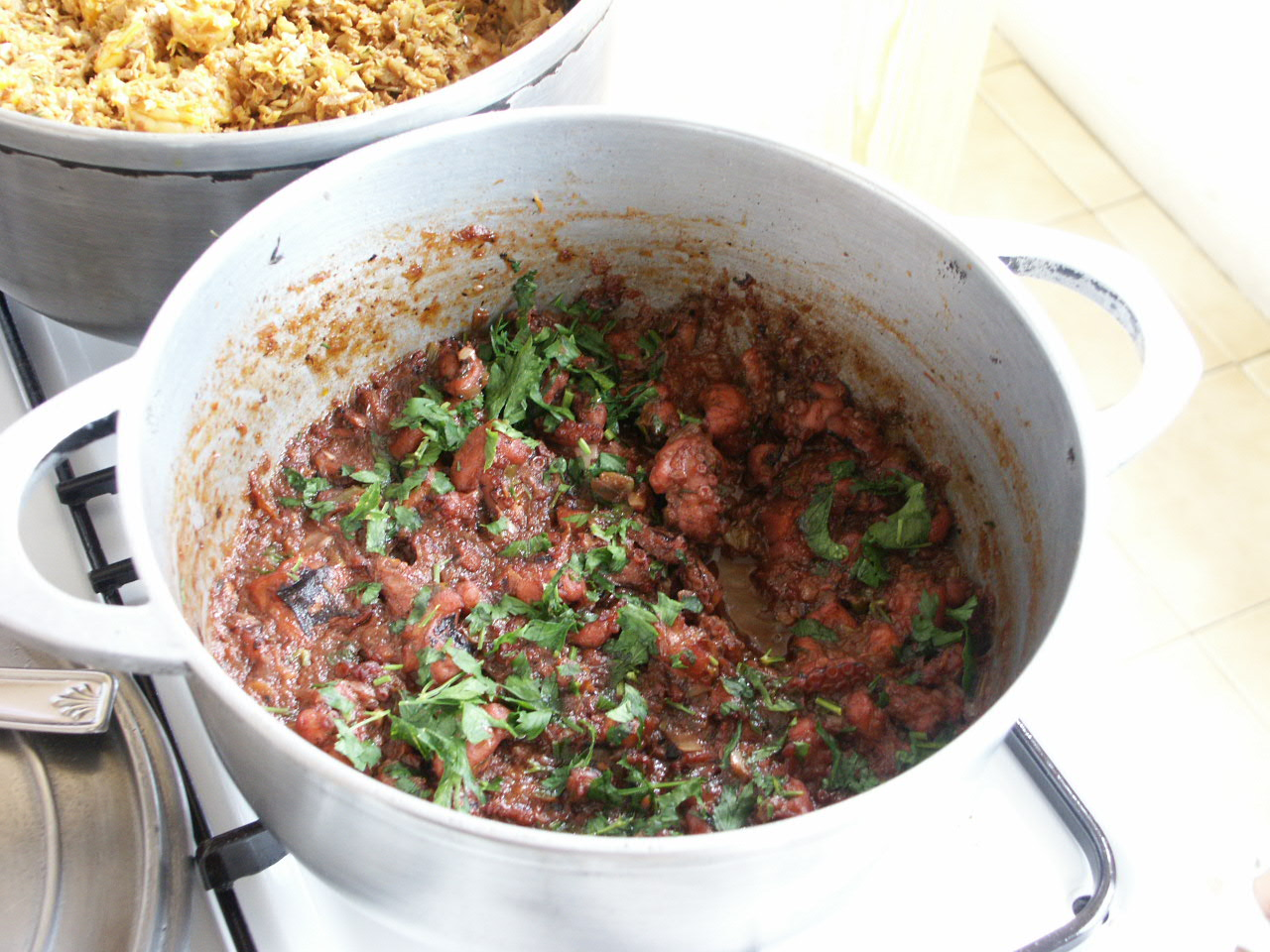
留尼汪传统章鱼炖菜(法語：Civet zourite)

留尼汪的主食始终是米饭，最常见的菜肴是留尼汪咖喱（印度咖喱的当地版）、鲁加伊和球茎炖菜。
咖喱由洋葱、大蒜、薑黃等材料做成，使用咖喱可以用鱼、肉、蛋等，随后加入番茄，最后还可以用薑来调味，箭叶橙(法語：Combava （页面存档备份，存于）)的橙皮也很受欢迎。
鲁加伊是留尼汪以及马斯克林群岛特有的菜肴。传统的鲁加伊非常辣，通常由切成块的蔬菜或水果、切成薄片的洋葱和鸟椒做成，有时还可以加入調料九里香。杵碎鲁加伊是鲁加伊的一种变体，它是新鲜水果（例如番茄、芒果或蔬菜）的混合物，将新鲜水果切細後调味，然後用杵粉碎；这种鲁加伊是留尼汪特有的，但无需烹饪即可食用，也可作为佐料食用。
球茎炖菜是使用球茎（如洋葱）做成的濃湯，可以使用各种肉类。当地一道特色菜是使用马达加斯加猬的球茎炖菜。
杂碎、凤梨猪肉、廣東炒飯/揚州炒飯(法語：Riz cantonais （页面存档备份，存于）)等亚洲菜也很常见。
通常而言，没有肉類的菜餚很罕见，因此素食主义者没有多少选择，不过也有佛手瓜做成的焗菜(法語：Gratin de chouchou （页面存档备份，存于）)适合素食主义者。其他人最常食用的肉类是家禽。

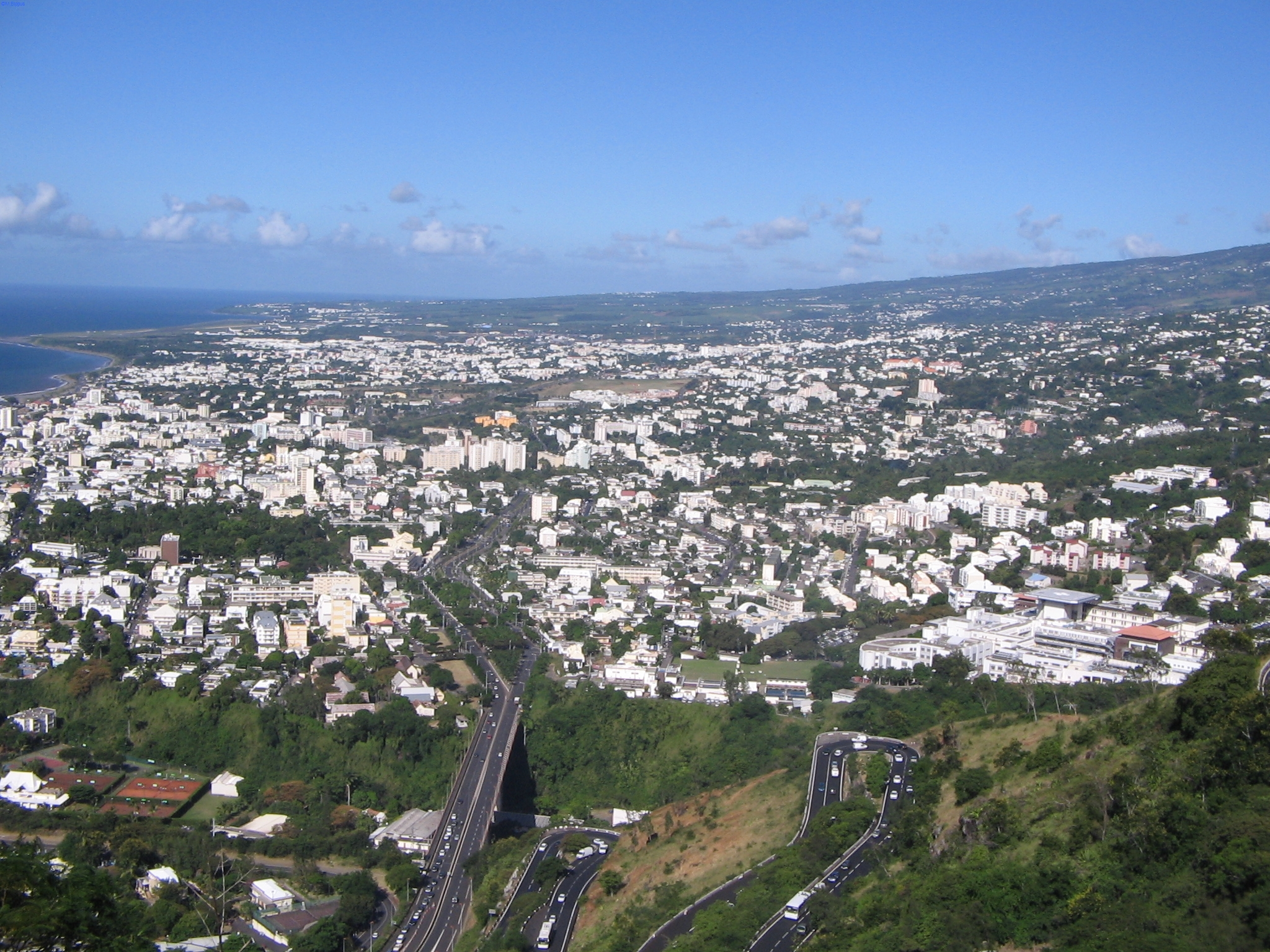
聖但尼
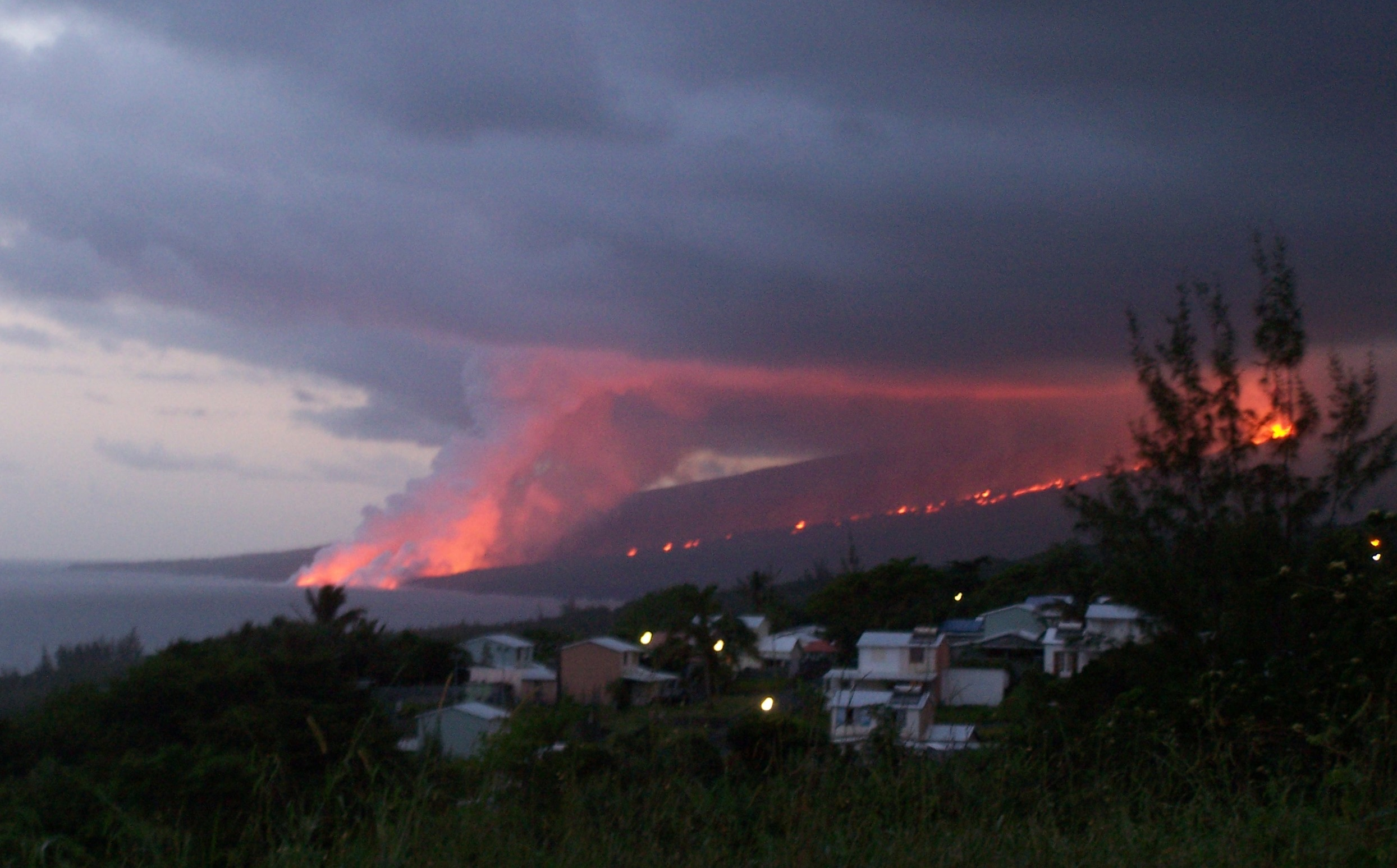
富爾奈斯火山爆發
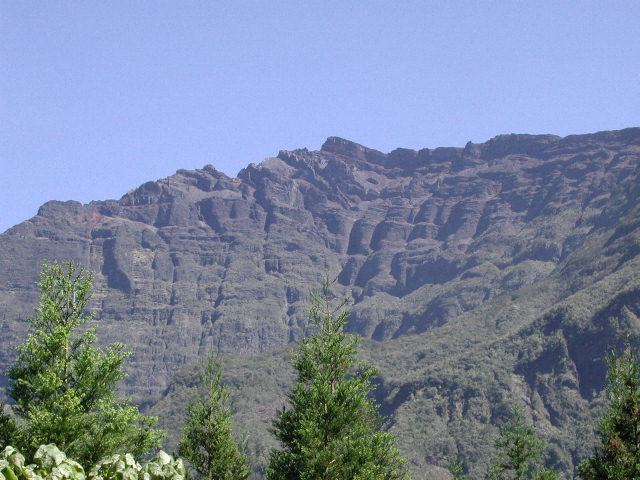
內日峰
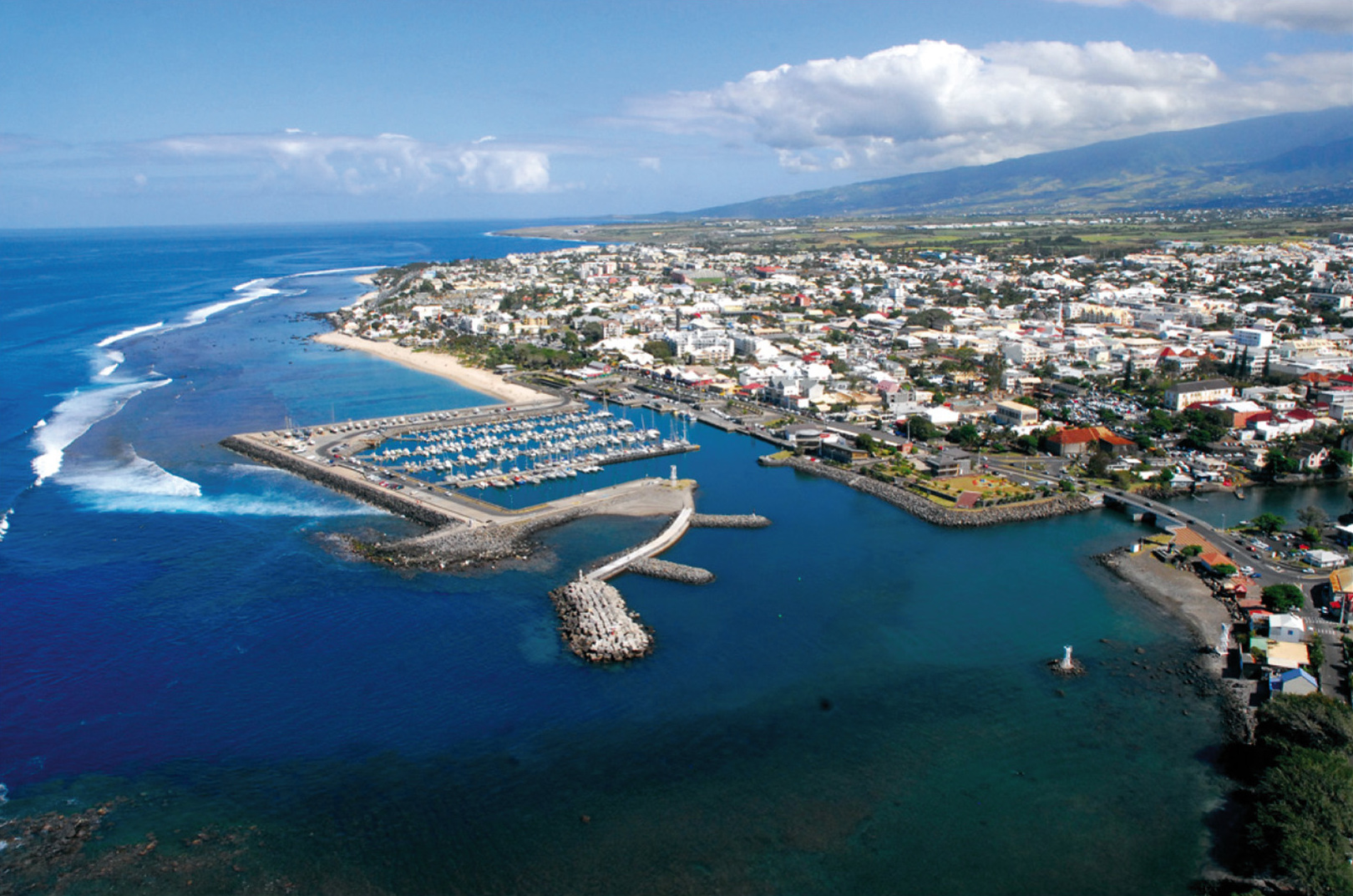
遊艇碼頭
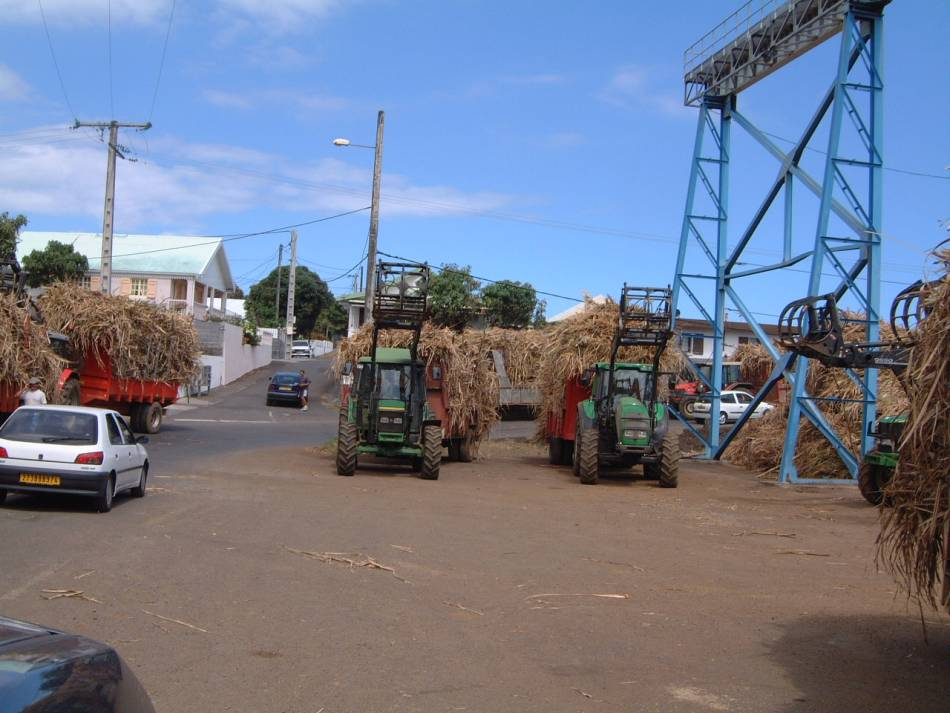
蔗糖產業
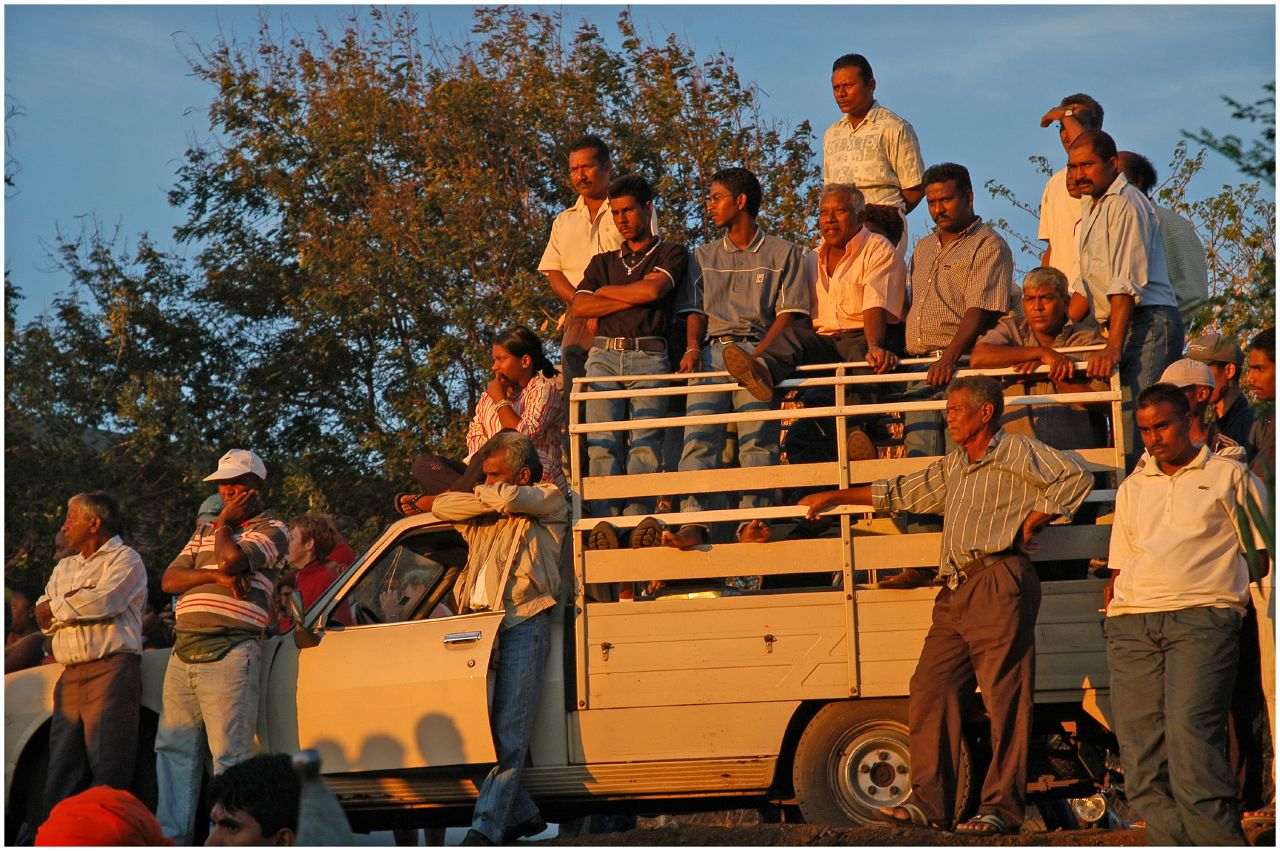
當地農民
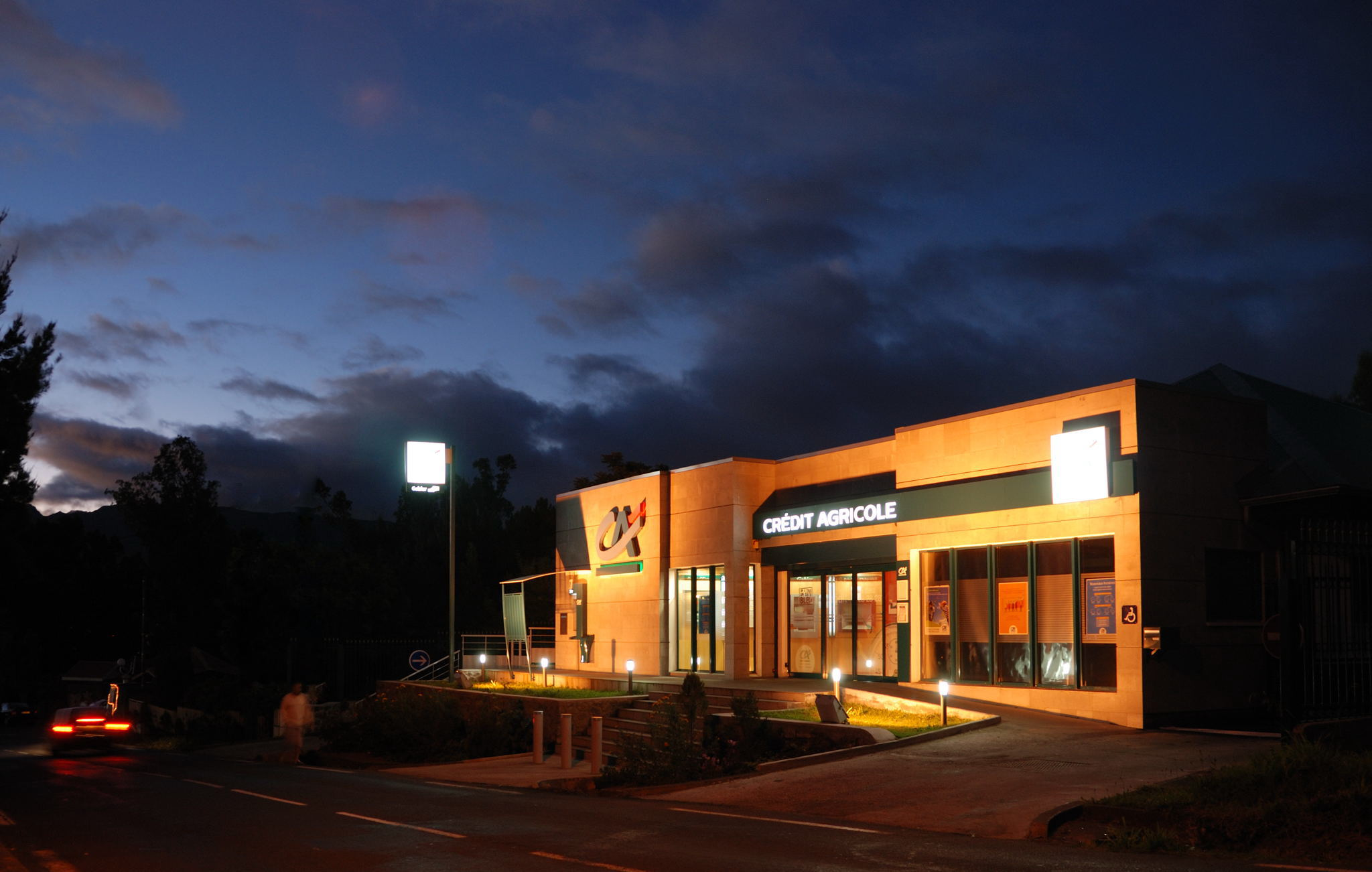
法国东方汇理银行分行
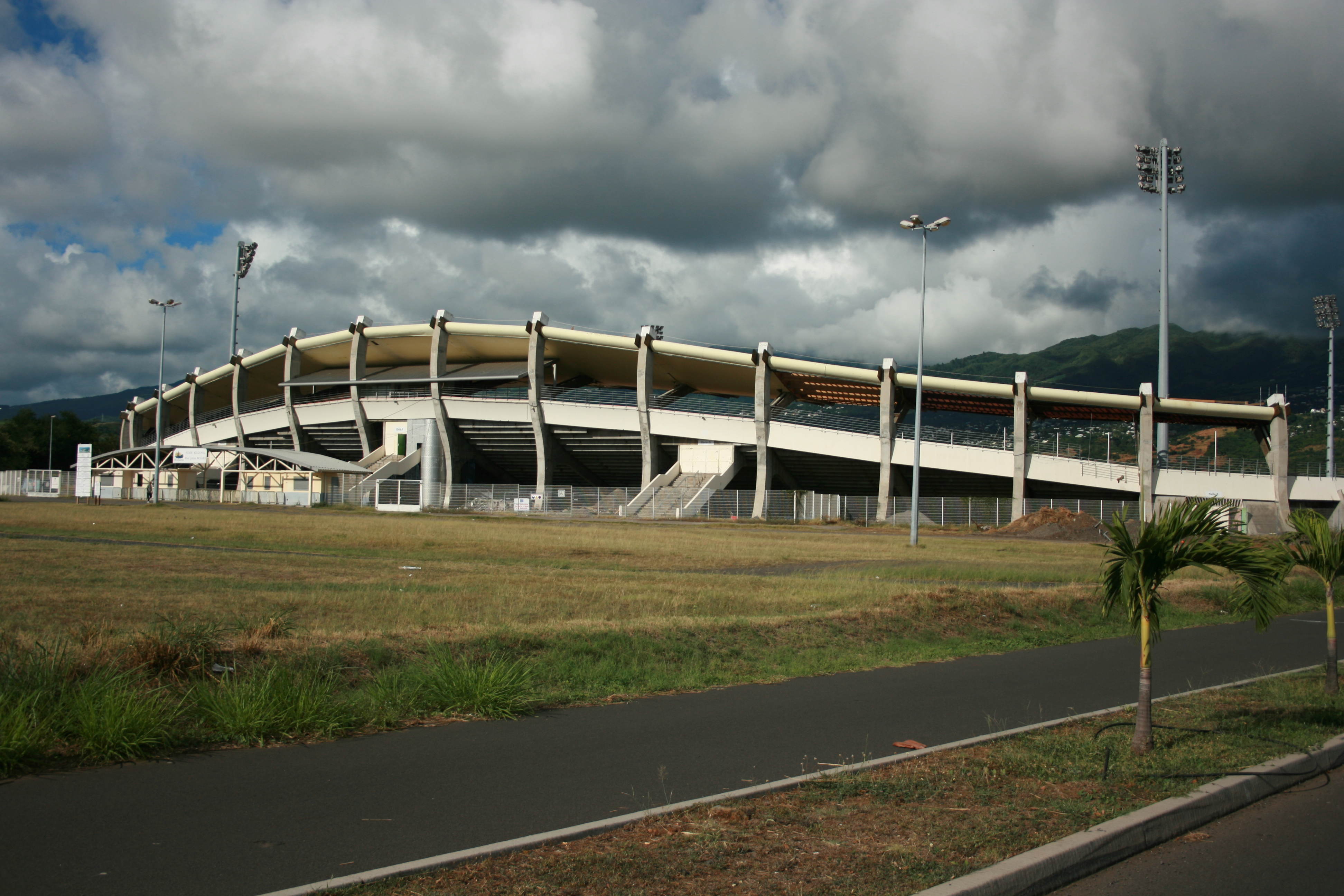
保羅體育館
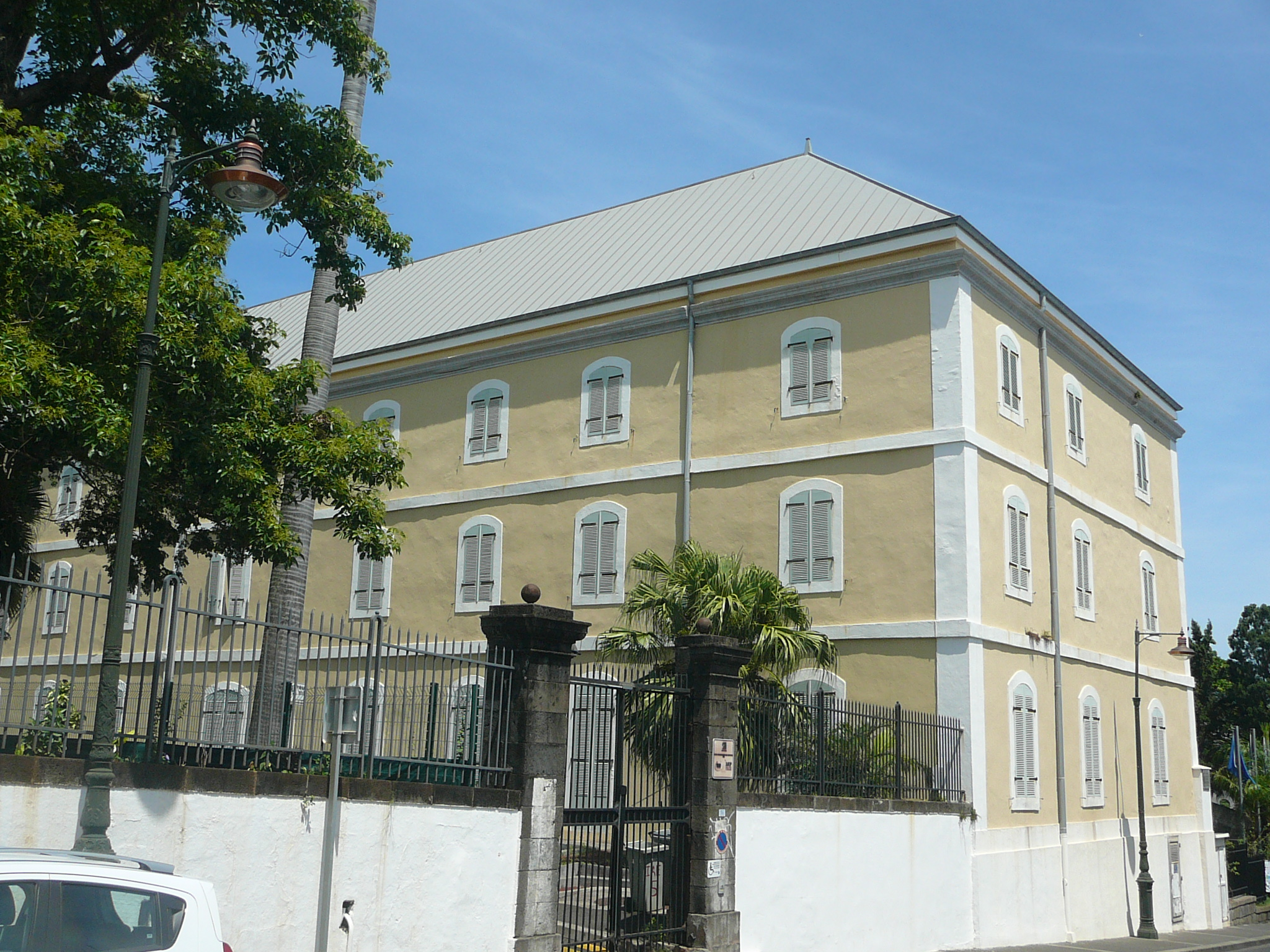
馬特尼醫院
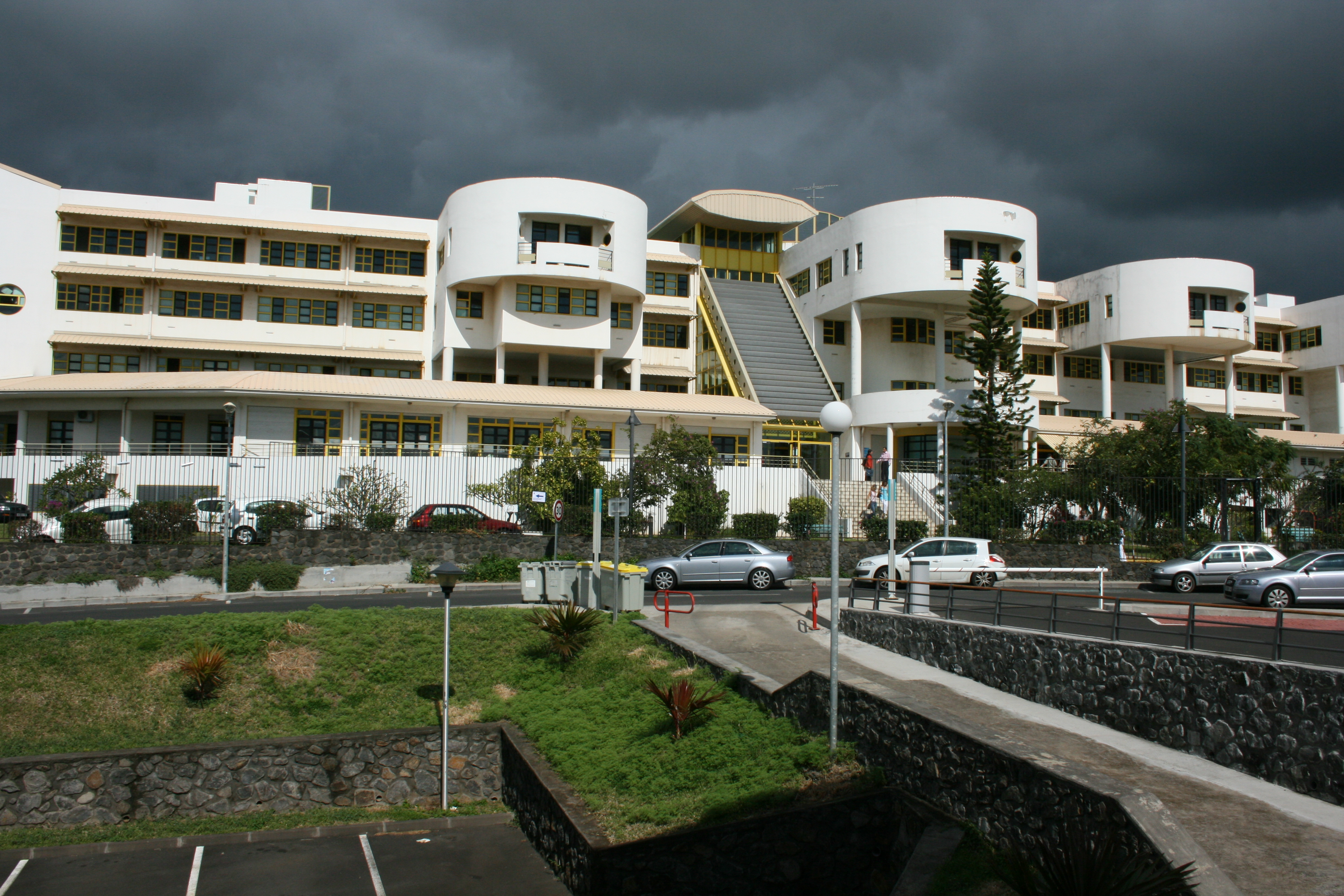
留尼汪大學
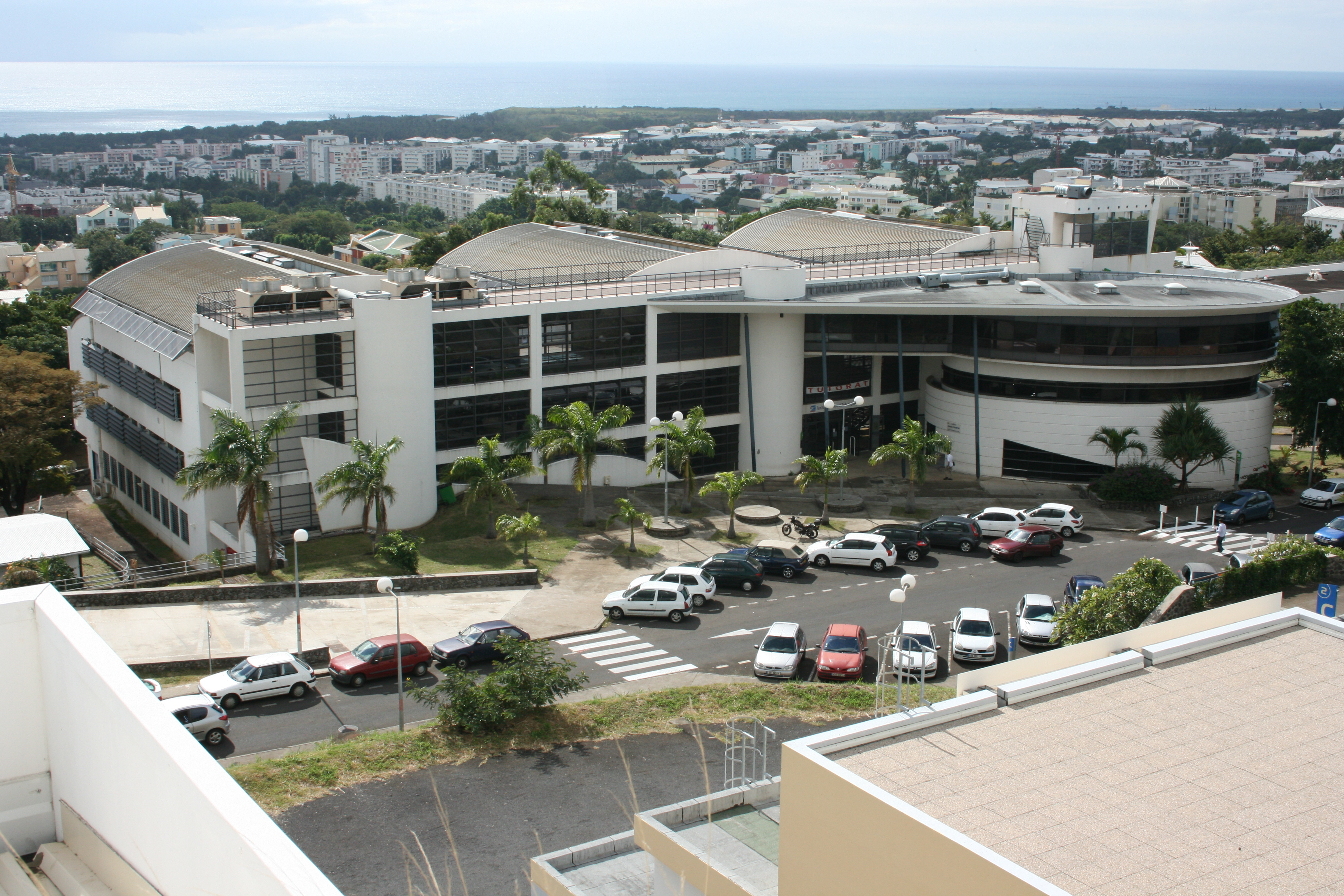
留尼汪科學院
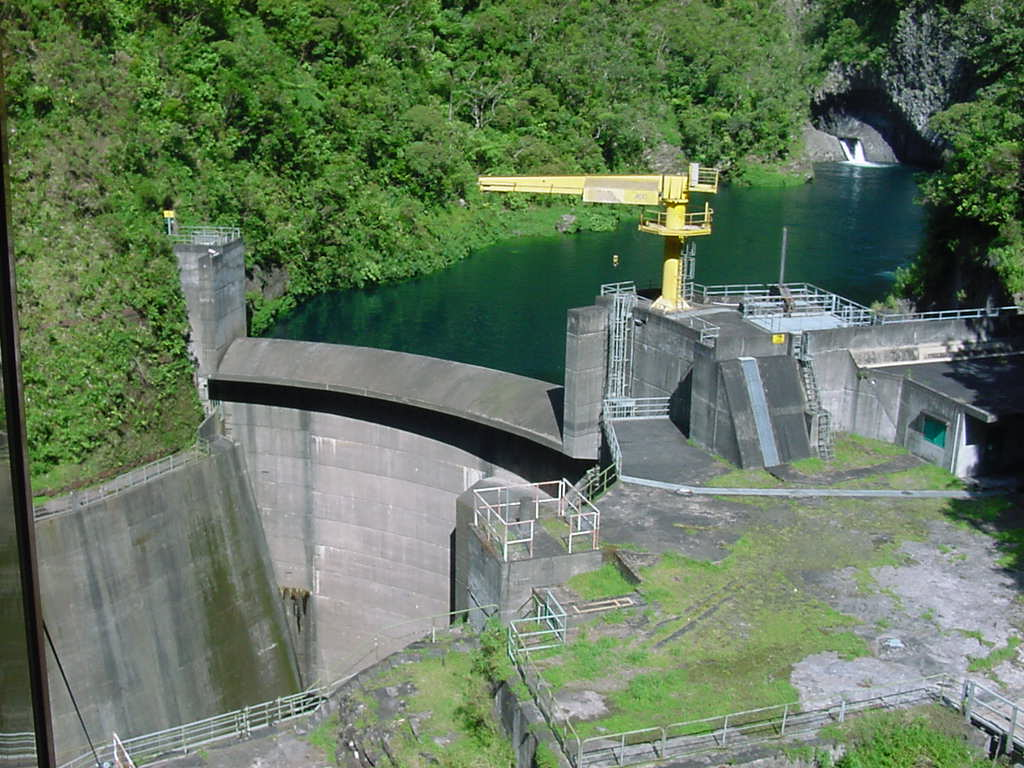
塔卡馬卡水壩
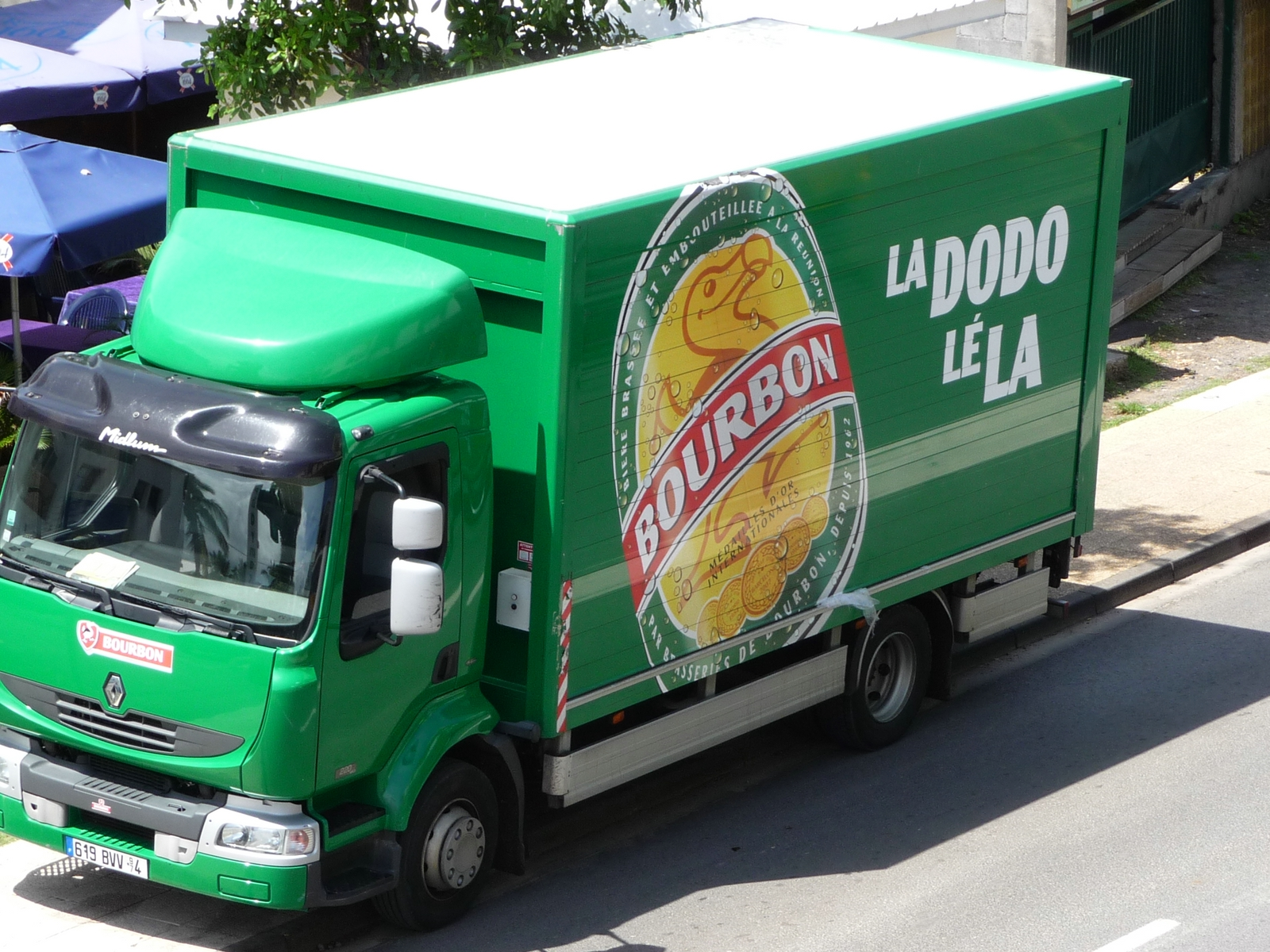
波旁啤酒
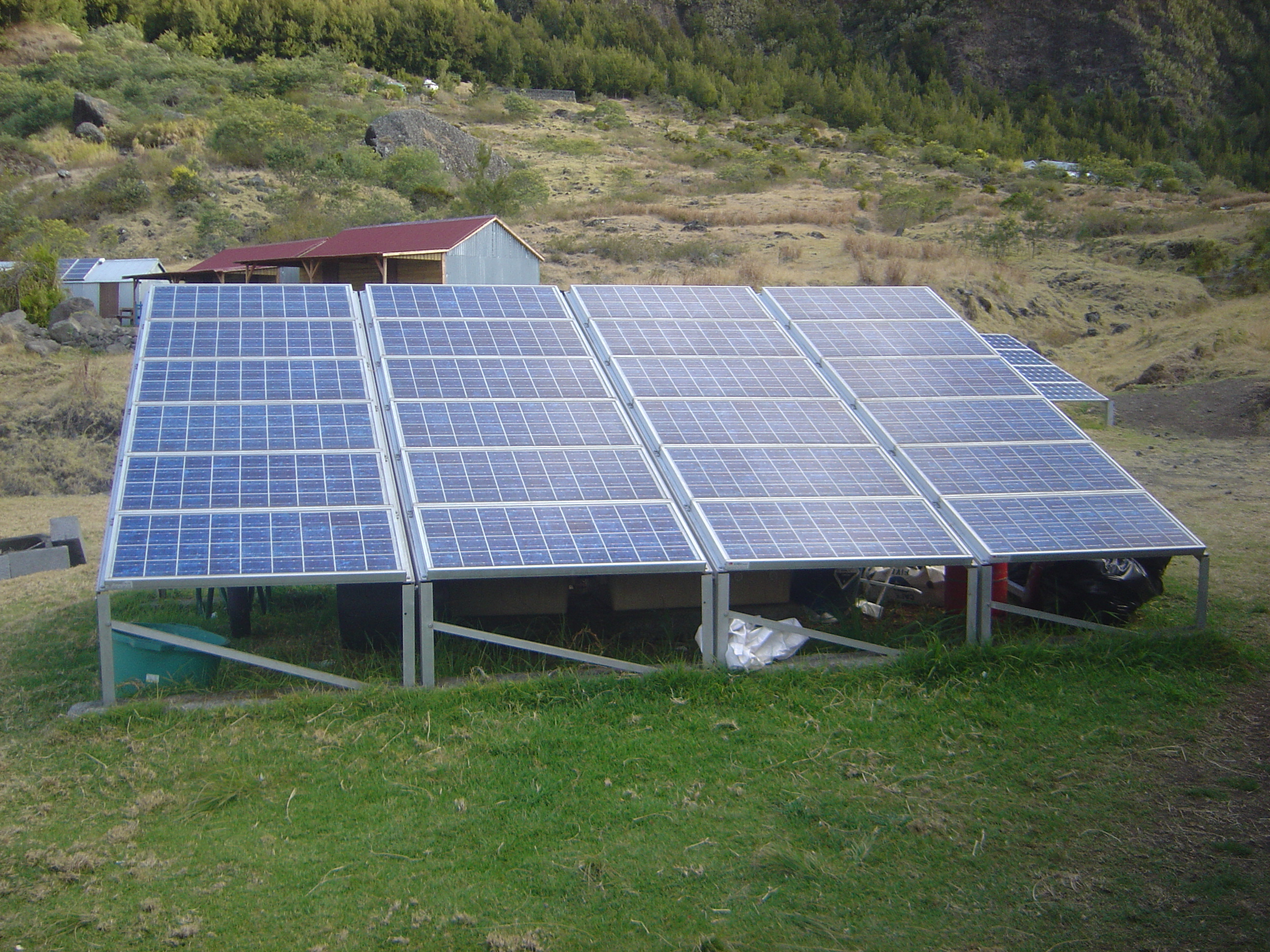
當地推廣的太陽能農場

## 参見
- 留尼汪市镇列表
- 留尼汪氣候（法语：Climat de La Réunion）
- 氣旋貝吉莎（英语：Cyclone Bejisa）
- 法國氣象局
- 內日峰（3069米，死火山）
- 富爾奈斯火山（2,632米，火山）
  - 贝勒孔布-雅各布山口（英语：Pas de Bellecombe-Jacob）（2,311米）
  - 富凯火山口（法语：Enclos Fouqué）（2,401米）

## 外部連結

### 政府
- 省委员会网站 （页面存档备份，存于） （法語）
- 省政府网站 （页面存档备份，存于） （法語）
- 大区委员会网站 （页面存档备份，存于） （法語）

### 一般信息
- 中的“留尼汪”
- 官方旅游网站 （页面存档备份，存于）
- 联合国教科文组织世界遗产数据表 （页面存档备份，存于）
- 維基媒體的留尼汪地圖集